# Lanildut
Lanildut [lanildyt] (en breton : Lannildud) est une commune du département du Finistère, dans la région Bretagne, en France.
Son port est le premier port goémonier d'Europe pour le débarquement des algues, totalisant la moitié de la production française.
En 1991, la commune a obtenu le Label « Communes du Patrimoine Rural de Bretagne » pour la richesse de son patrimoine architectural et paysager.[réf. nécessaire]

## Géographie

### Situation et relief

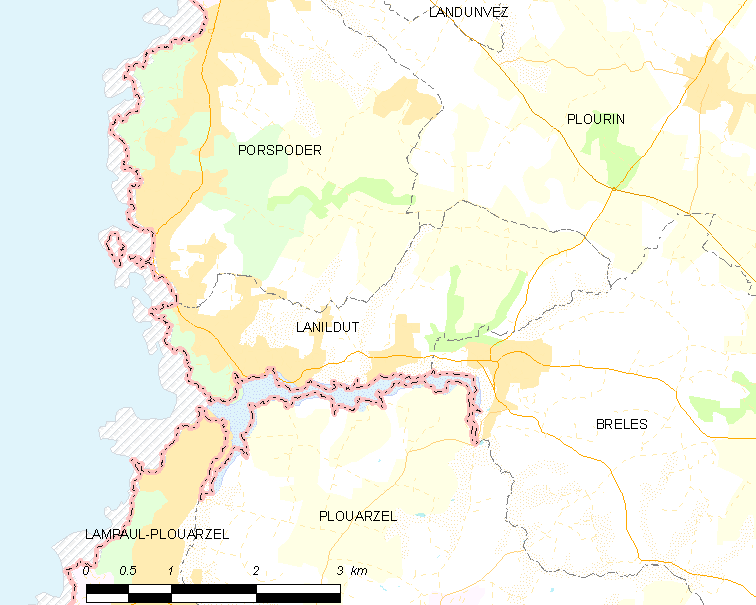
Carte de la commune de Lanildut.

Lanildut est située sur la côte occidentale du Léon, au bord de la mer d'Iroise, face à l'Île d'Ouessant dont elle est séparée par le Chenal du Four ; la ria de l'Aber-Ildut constitue sa limite sud et a permis l'essor du port de Lanildut (dénommé par le passé port de Laber), protégé par la Pointe du Rocher du Crapaud ; les installations portuaires étant aussi disséminées par le passé plus en amont du port actuel, notamment face à Rumorvan, qui fut le quartier principal habité par les maîtres de barques.

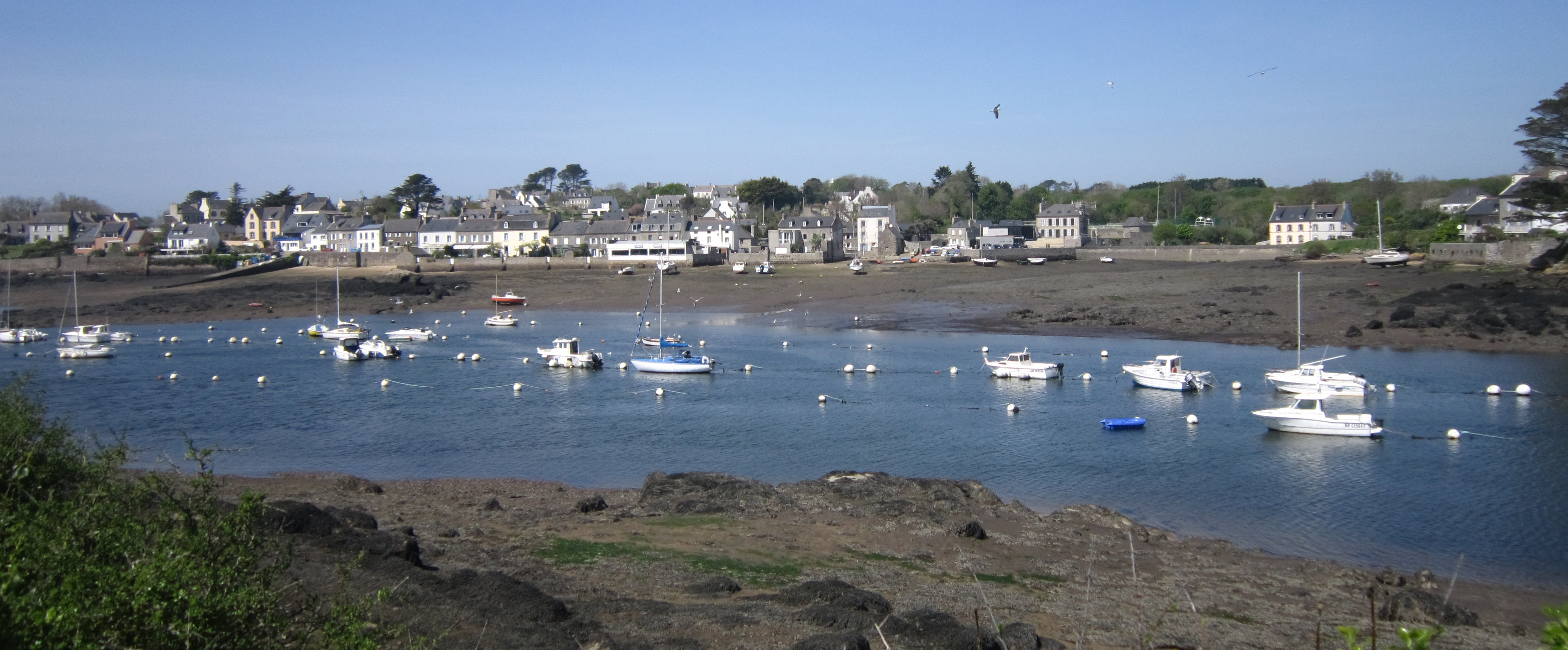
Le bourg de Lanildut vu depuis la rive gauche de l'Aber Ildut (située en Plouarzel).

Le bourg, étiré en longueur le long de la route départementale no 27, est bâti sur la rive droite (rive nord, en position d'adret) de l'Aber-Ildut, à l'extrémité occidentale du plateau granitique du Léon. Connu sous le nom de « granite de Brest », le granite rose de l'Aber-lldut a été autrefois très exploité dans la région, en particulier pour les constructions à la mer.
Le littoral atlantique, entre la pointe de Kerzéven et l'entrée de l'Aber Ildut, est formé de falaises granitiques de faible hauteur (une dizaine de mètres au plus) et d'un estran rocheux découvrant largement à marée basse ; son aspect a été modifié de manière importante les siècles passés par les carrières de granite dont les traces restent très visibles.
Les communes limitrophes sont Brélès, Plourin et Porspoder.
| La Manche         | Porspoder | Plourin |
| La Manche         | Lanildut  |         |
| Lampaul-Plouarzel | Plouarzel | Brélès  |

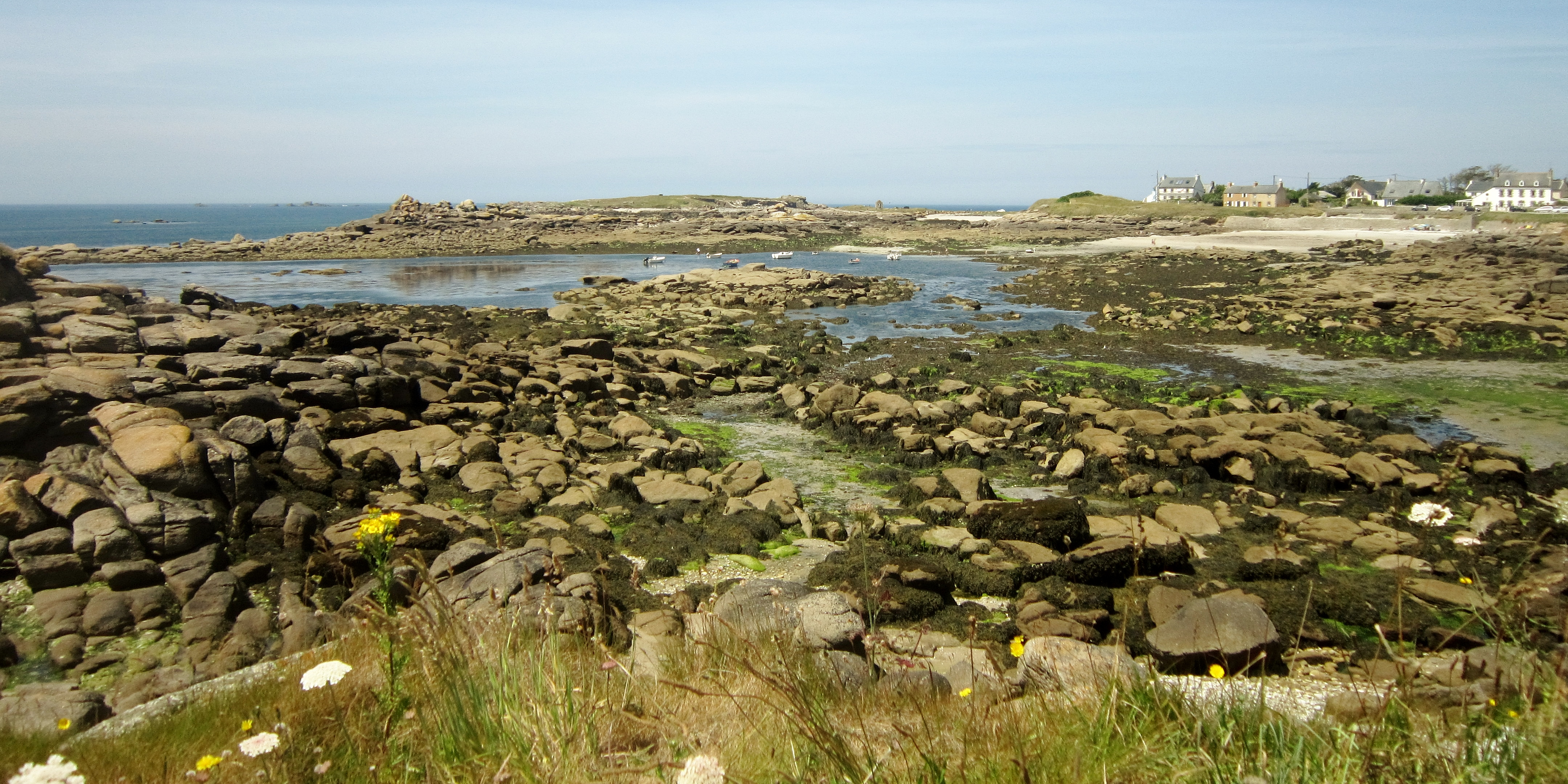
Estran rocheux en direction de Melon à marée basse vu de la pointe de Kerzéven.
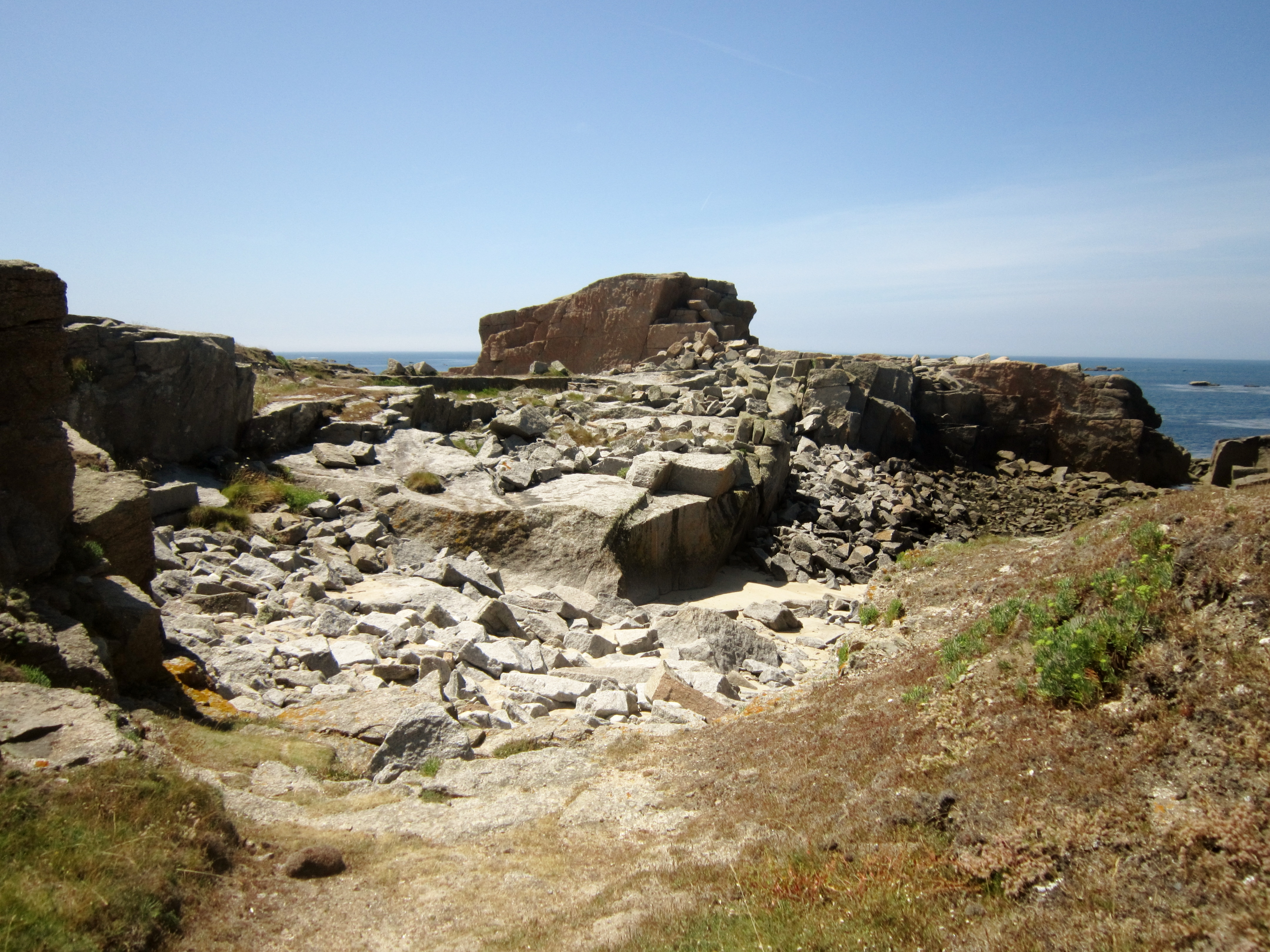
Ancienne carrière de granite le long du littoral à la pointe de Kervézen.
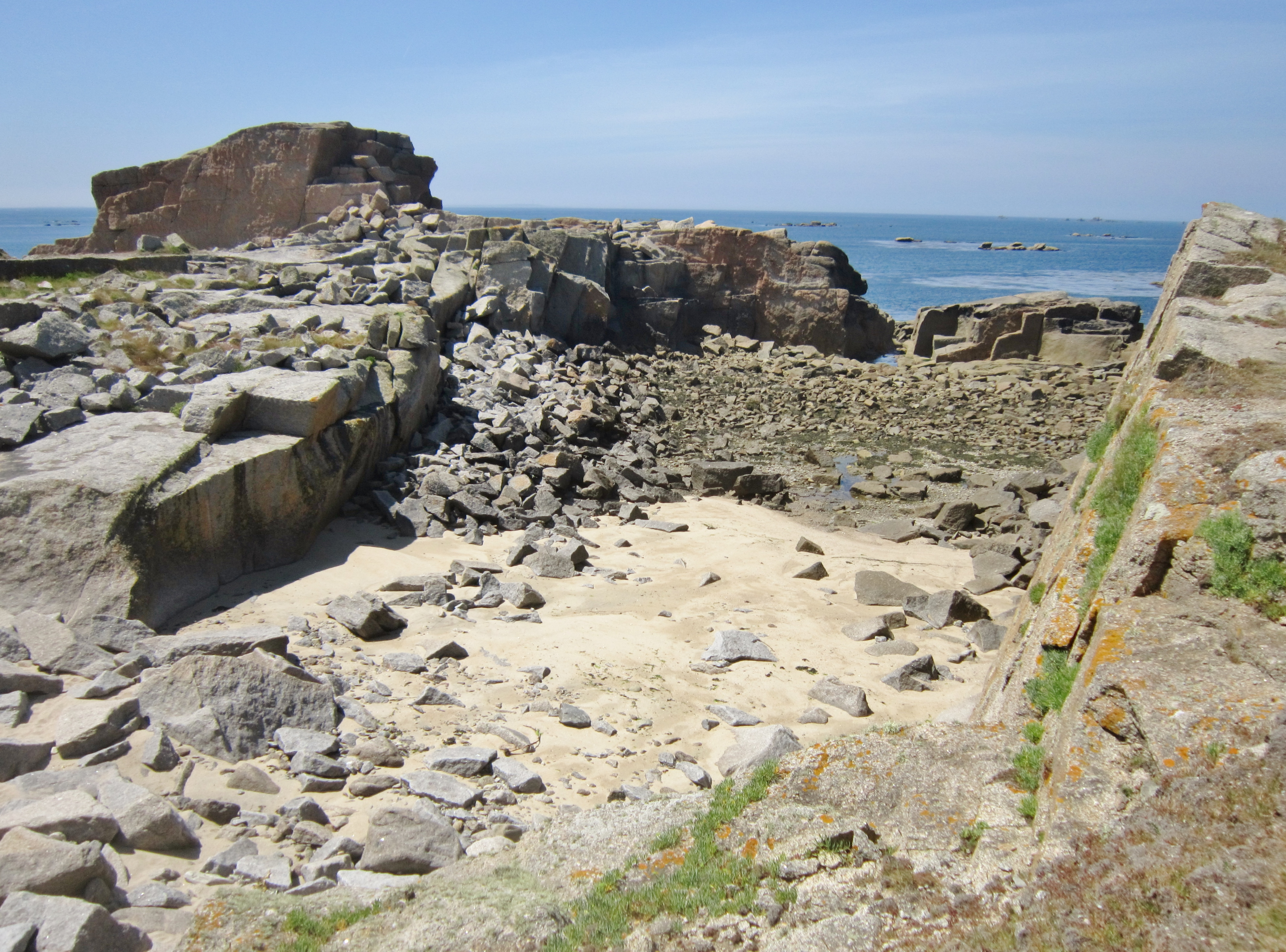
Ancienne carrière de granite le long du littoral entre Kerzéven et Ruludu.
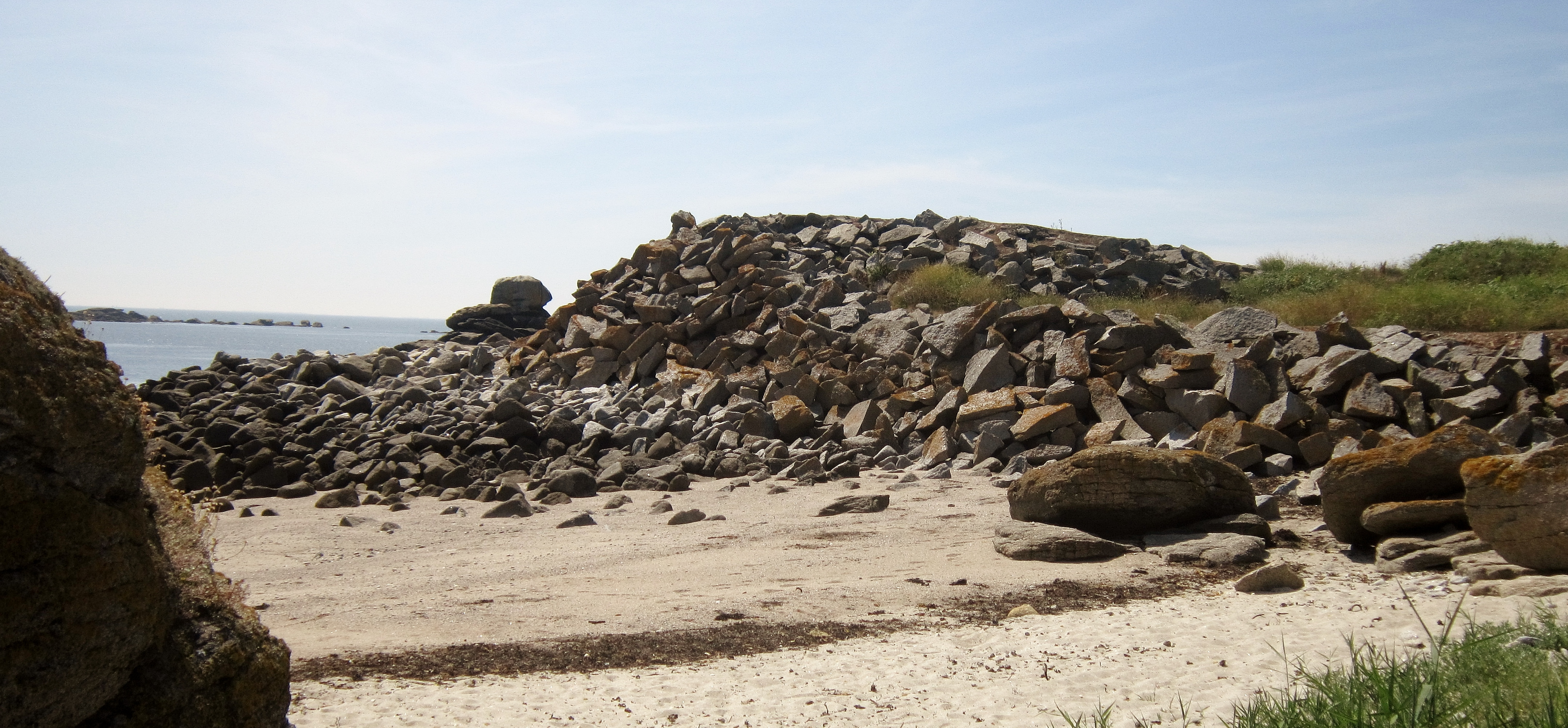
Amoncellement de rochers anguleux granitiques (résidus de carrière) en bord de mer entre Kerzéven et Ruludu.
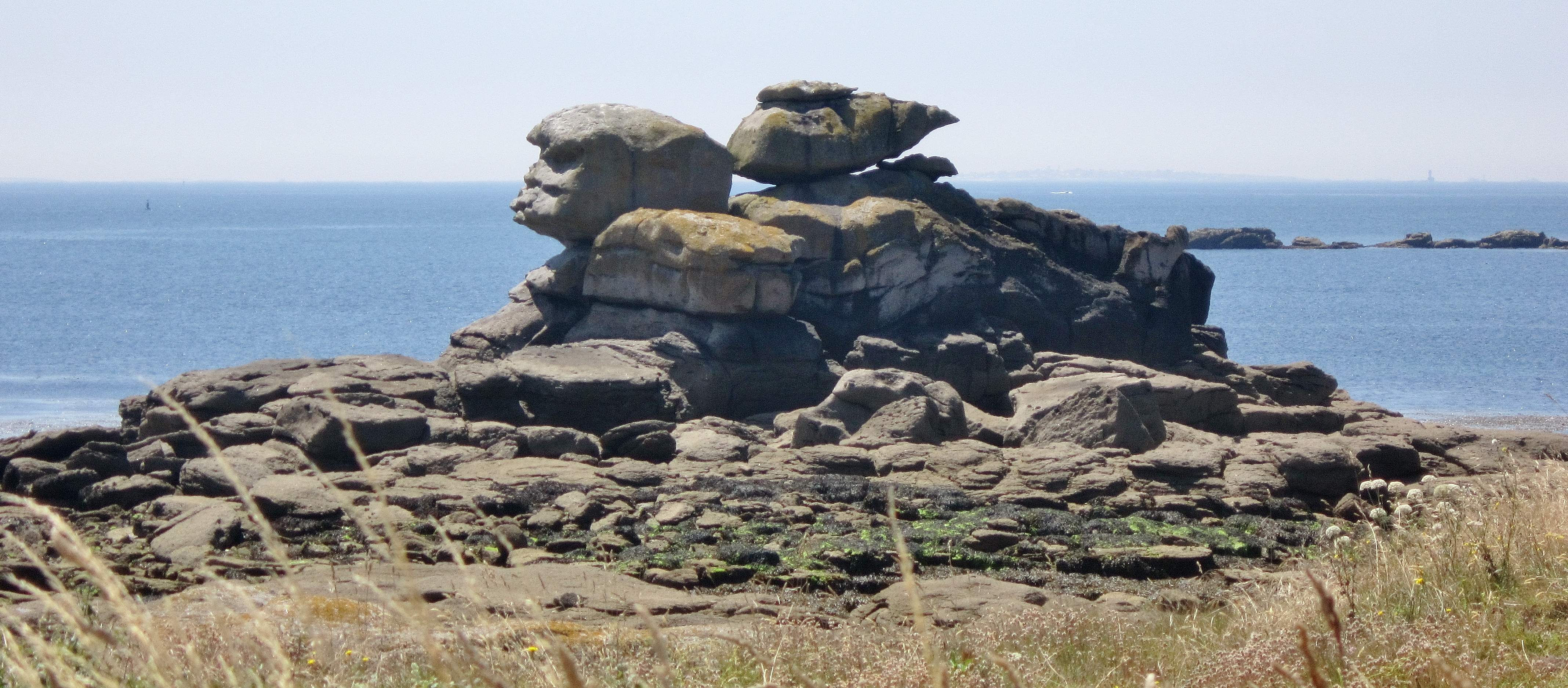
Le rocher du Sphinx.
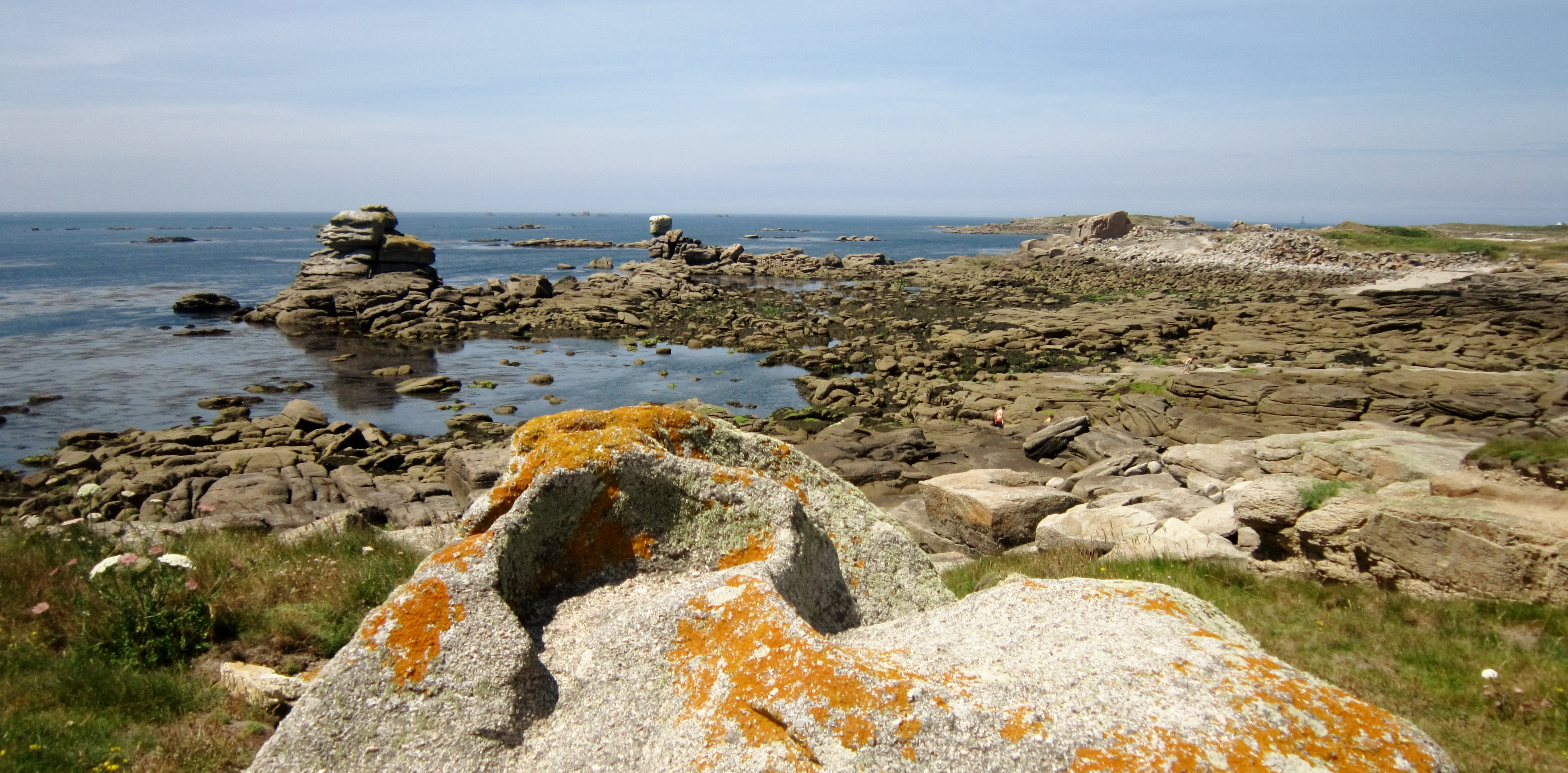
Le littoral entre Melon et Lanildut : estran rocheux à marée basse.

Les altitudes au sein du finage communal vont du niveau de la mer jusqu'à 34 mètres, altitude atteinte tant dans la partie nord de la commune aux alentours de Mez ar Goff que dans la partie orientale, près de Kervrézol, les seules restées rurales. Une périurbanisation littorale s'est développée, principalement dans les parties proches de l'Océan Atlantique (quartiers de Ruludu et Le Pontic) que le long de la ria de l'Aber-Ildut, notamment dans le quartier du Vern, bien exposé en situation d'adret.

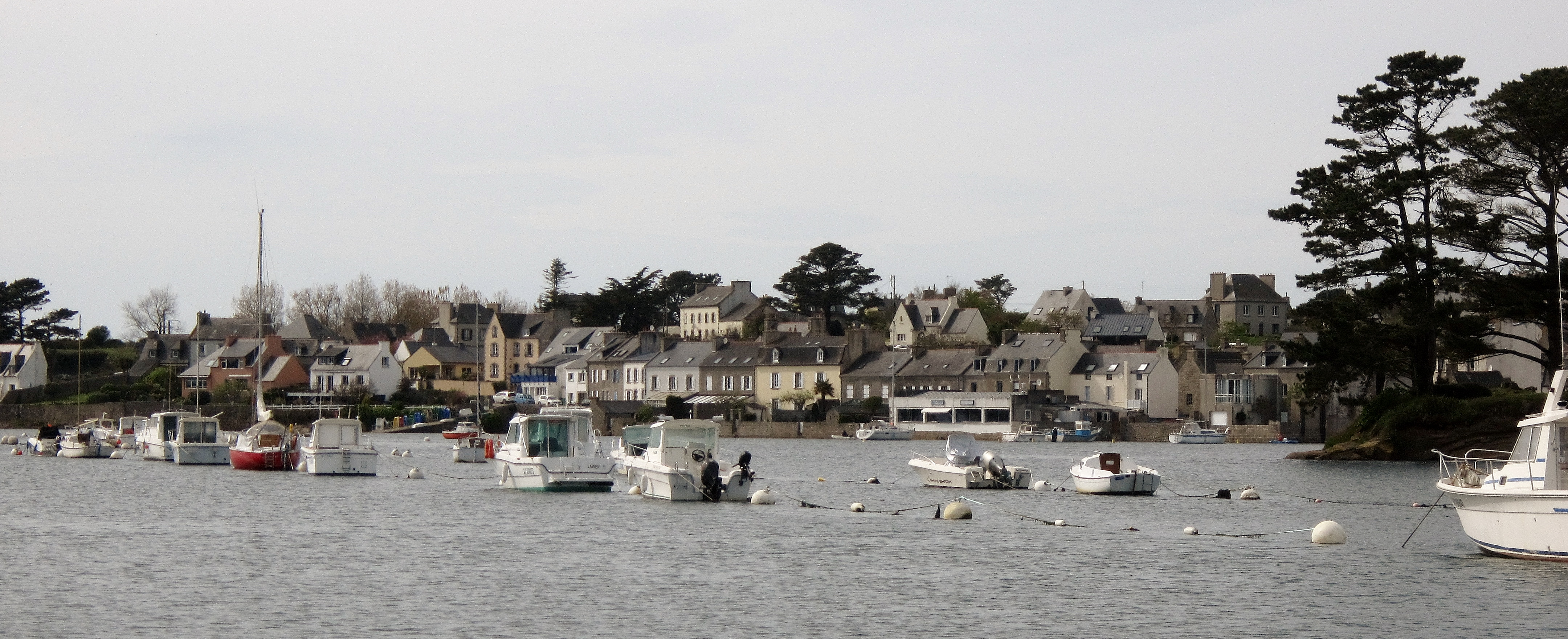
Le bourg de Lanildut (partie ouest) vu depuis la rive gauche de l'Aber Ildut (en Plouarzel).
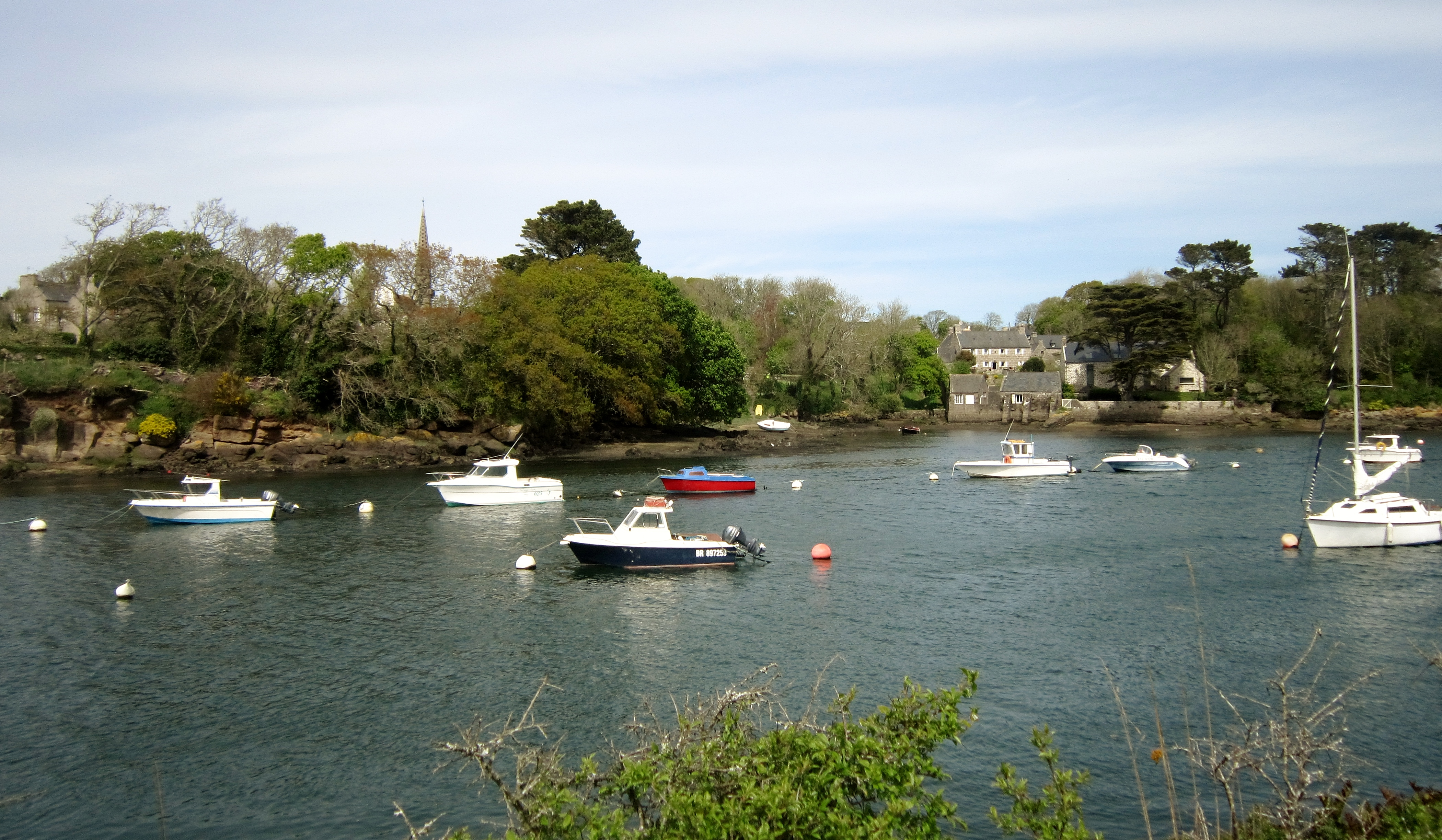
Le bourg de Lanildut vu de la rive gauche de l'Aber Ildut à Kerglonou (en Plouarzel).
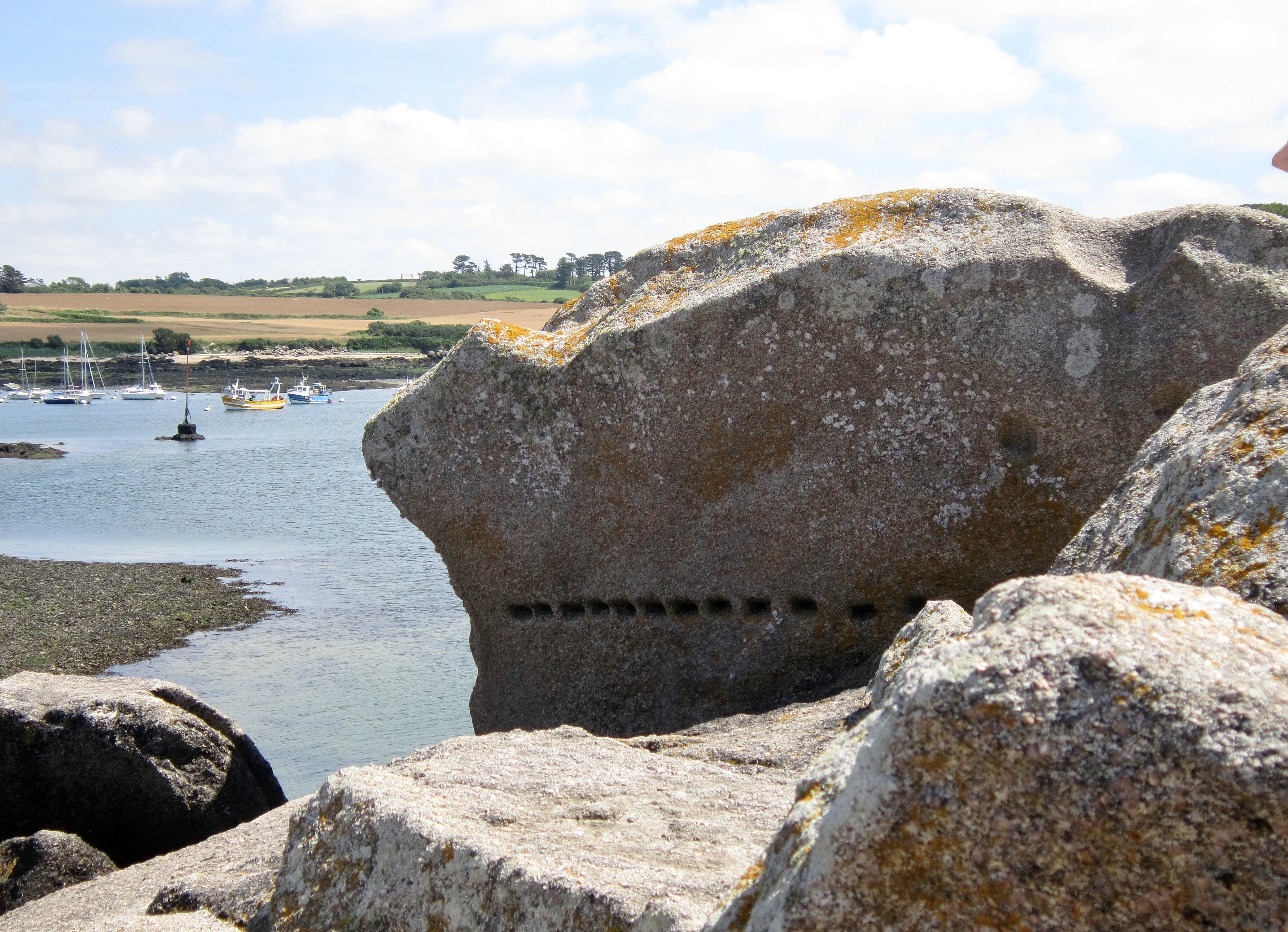
Traces de l'amorce de découpe de ce rocher granitique en vue de son extraction qui a été abandonnée (zone du Cléguer, entrée nord de l'Aber Ildut).

### Géologie

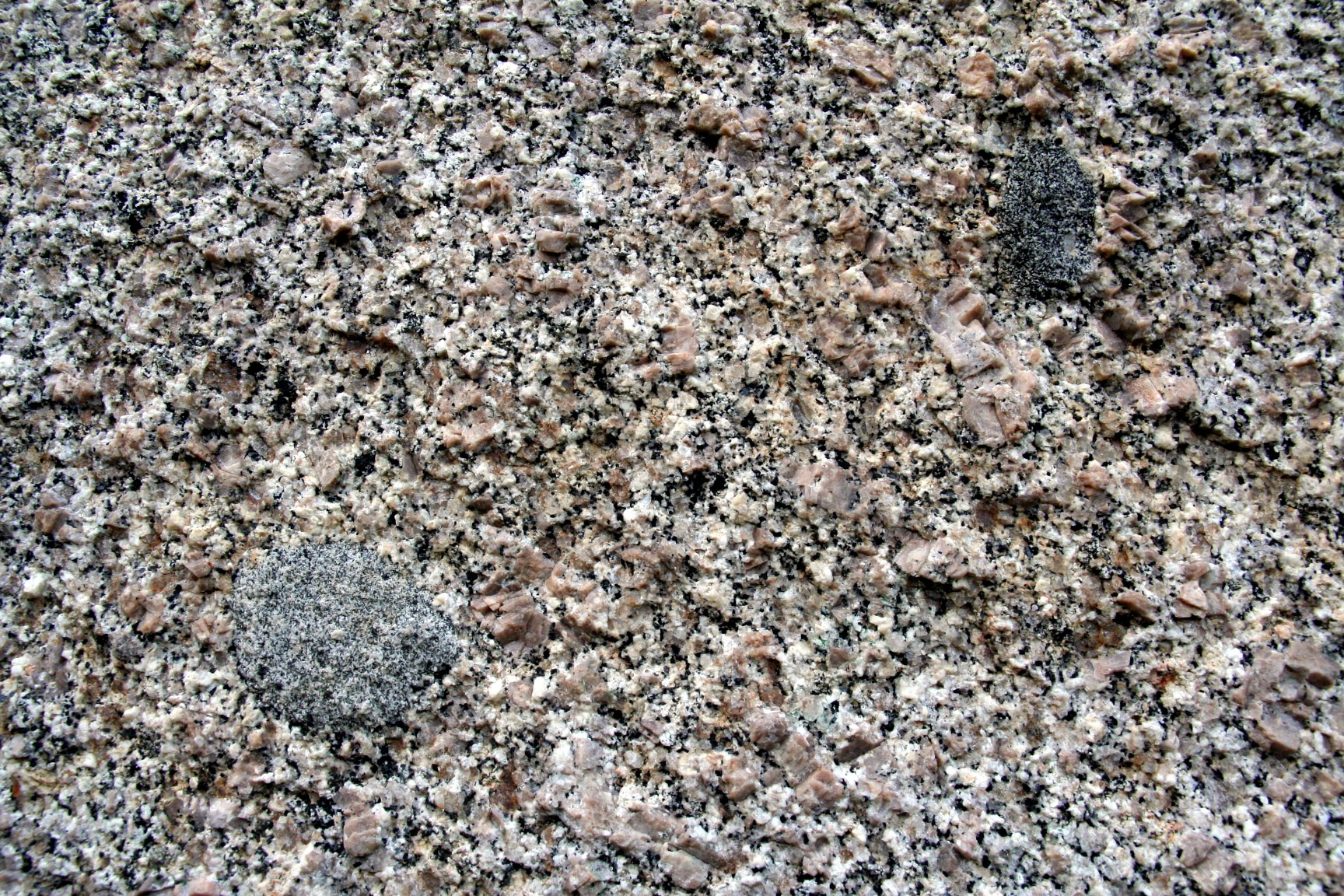
Le granite de l'Aber Ildut (vue rapprochée).

Le granite porphyroïde rose (un granite à gros feldspaths roses) de l'Aber-Ildut, dit « granite de Laber » provient d'un pluton et affleure de l'Île Ségal au sud jusqu'à Porspoder au nord et jusqu'à Plouguin au nord-est ; ces gros feldspaths roses sont très résistants à l'altération et apparaissent souvent en relief, ce qui a contribué à leur intérêt monumental ; ce massif de granite rose est parcouru par tout un réseau de diaclases, ce qui a facilité l'exploitation de la roche (des monolithes en ont été extraits dès la Préhistoire pour obtenir des menhirs ; dès 1809, Pierre Bigot de Morogues écrit : « Ce superbe granite est d'une grande dureté et susceptible du plus beau poli ; on le trouve sur le bord de la mer en très gros blocs détachés, ce qui permet de l'exploiter plus facilement ».) et donne aux rochers de bord de mer des formes pittoresques (le Rocher du Crapaud ou celui du Sphinx par exemple).

### Hydrographie
Pour un article plus général, voir Réseau hydrographique du Finistère.
La commune est située dans le bassin Loire-Bretagne. Elle est drainée par divers petits cours d'eau,.

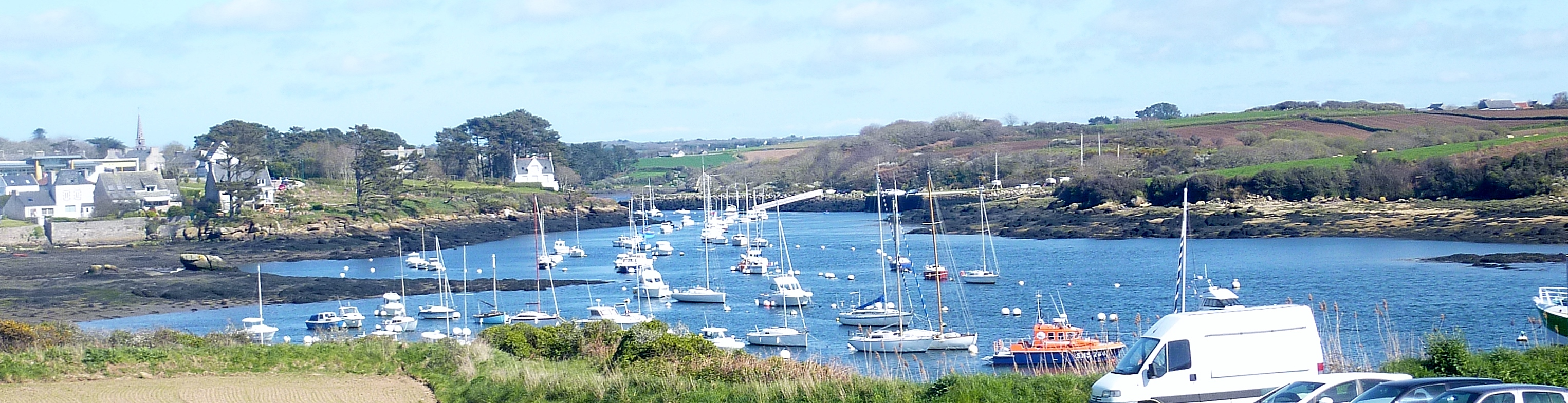
L'Aber Ildut et Lanildut vus depuis le parking du port de Lanildut.

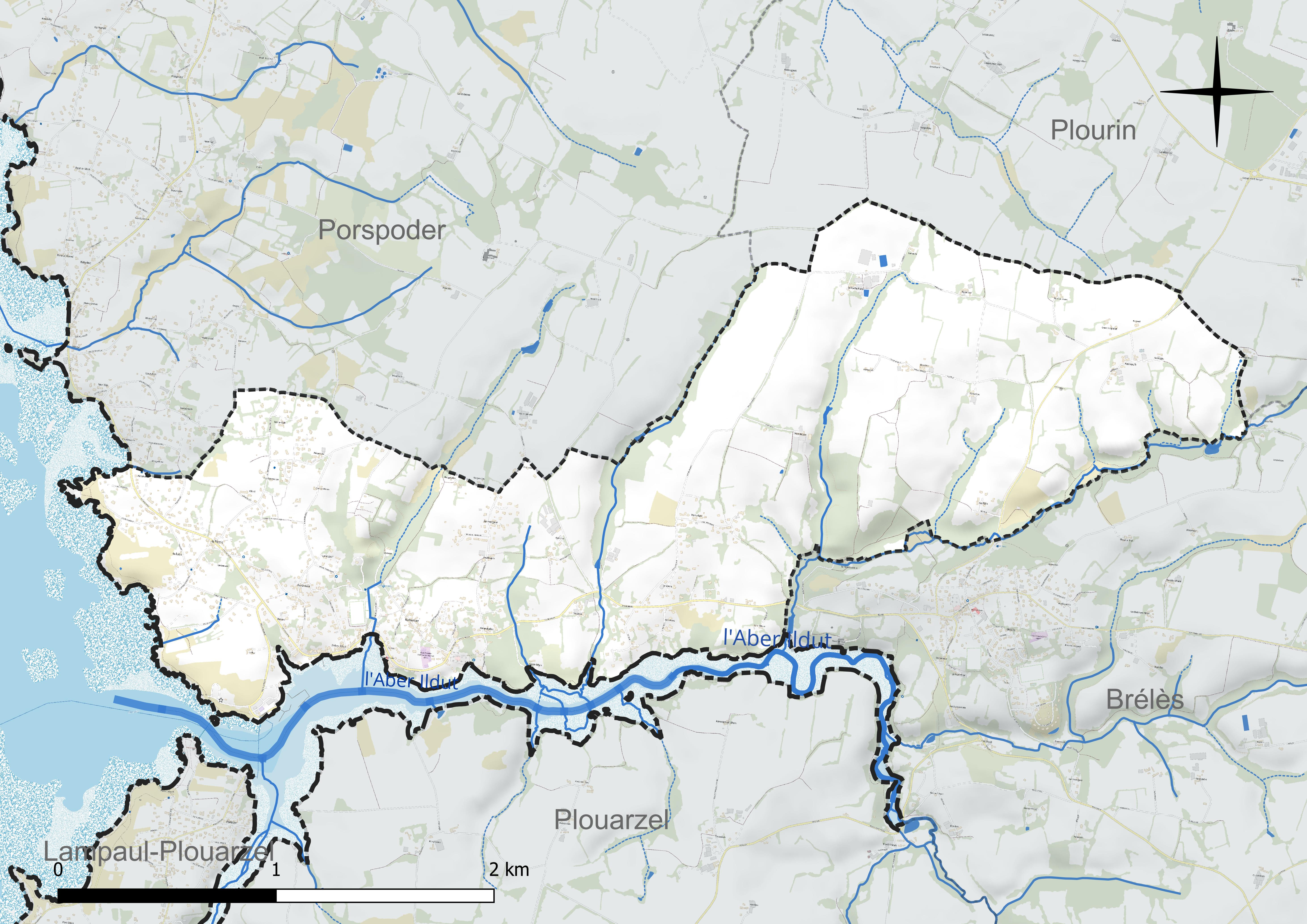
Réseau hydrographique de Lanildut.

#### Le port de Lanildut

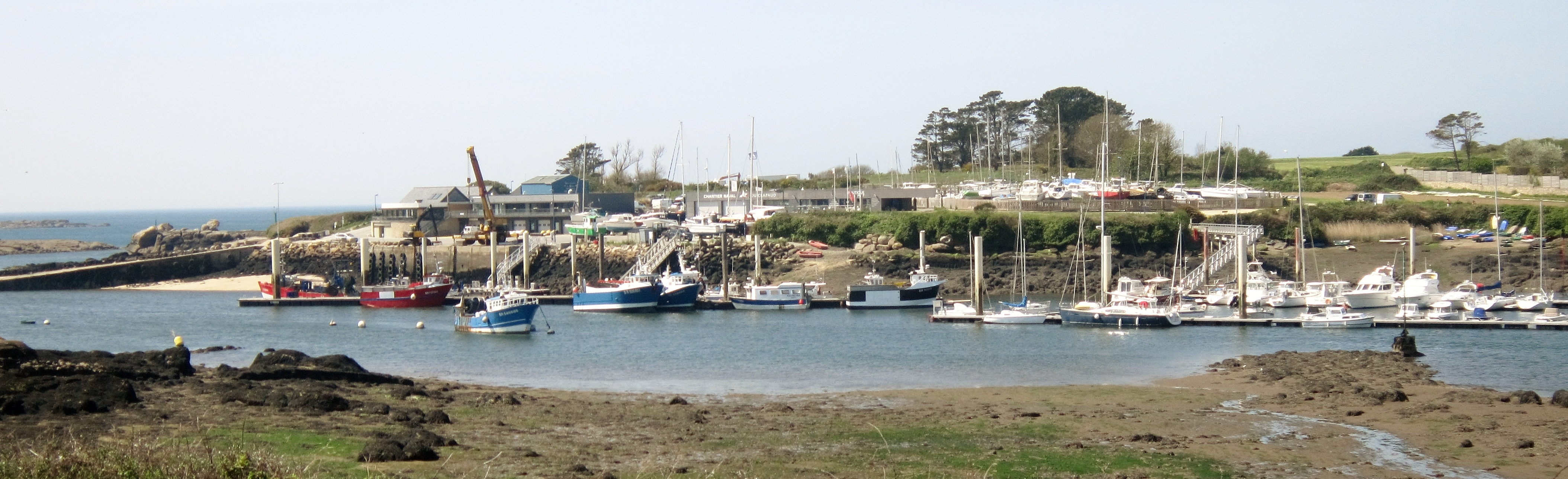
Le port de Lanildut vu depuis la rive gauche de l'Aber Ildut (située en Plouarzel).

Le port de Lanildut est le premier port goémonier d'Europe pour le débarquement des algues avec 40 000 tonnes déchargées sur ses quais chaque année, presque la moitié de la production nationale.
En saison, de mai à septembre, la compagnie Finist'mer dessert, certains jours, les îles de Molène et d'Ouessant depuis le porte de Lanildut.

### Climat
Pour des articles plus généraux, voir Climat de la Bretagne et Climat du Finistère.
En 2010, le climat de la commune est de type climat océanique franc, selon une étude du CNRS s'appuyant sur une série de données couvrant la période 1971-2000. En 2020, Météo-France publie une typologie des climats de la France métropolitaine dans laquelle la commune est exposée à un climat océanique et est dans la région climatique Finistère nord, caractérisée par une pluviométrie élevée, des températures douces en hiver (6 °C), fraîches en été et des vents forts. Parallèlement l'observatoire de l'environnement en Bretagne publie en 2020 un zonage climatique de la région Bretagne, s'appuyant sur des données de Météo-France de 2009. La commune est, selon ce zonage, dans la zone « Littoral », exposée à un climat venté, avec des étés frais mais doux en hiver et des pluies moyennes.
Pour la période 1971-2000, la température annuelle moyenne est de 12 °C, avec  une amplitude thermique annuelle de 9,3 °C. Le cumul annuel moyen de précipitations est de 799 mm, avec 15,9 jours de précipitations en janvier et 6,7 jours en juillet. Pour la période 1991-2020, la température moyenne annuelle observée sur la station météorologique la plus proche, située sur la commune de Ploudalmézeau à 10 km à vol d'oiseau, est de 12,1 °C et le cumul annuel moyen de précipitations est de 997,1 mm,. Pour l'avenir, les paramètres climatiques de la commune estimés pour 2050 selon différents scénarios d'émission de gaz à effet de serre sont consultables sur un site dédié publié par Météo-France en novembre 2022.

## Urbanisme

### Typologie
Au 1er janvier 2024, Lanildut est catégorisée commune rurale à habitat dispersé, selon la nouvelle grille communale de densité à 7 niveaux définie par l'Insee en 2022.
Elle appartient à l'unité urbaine de Porspoder, une agglomération intra-départementale dont elle est ville-centre,. Par ailleurs la commune fait partie de l'aire d'attraction de Brest, dont elle est une commune de la couronne,. Cette aire, qui regroupe 68 communes, est catégorisée dans les aires de 200 000 à moins de 700 000 habitants,.
La commune, bordée par la mer d'Iroise, est également une commune littorale au sens de la loi du 3 janvier 1986, dite loi littoral. Des dispositions spécifiques d'urbanisme s'y appliquent dès lors afin de préserver les espaces naturels, les sites, les paysages et l'équilibre écologique du littoral, tel le principe d'inconstructibilité, en dehors des espaces urbanisés, sur la bande littorale des 100 mètres, ou plus si le plan local d'urbanisme le prévoit.

### Occupation des sols
L'occupation des sols de la commune, telle qu'elle ressort de la base de données européenne d'occupation biophysique des sols Corine Land Cover (CLC), est marquée par l'importance des territoires agricoles (66,4 % en 2018), en diminution par rapport à 1990 (68 %). La répartition détaillée en 2018 est la suivante : 
zones agricoles hétérogènes (41,3 %), terres arables (24,7 %), zones urbanisées (23,5 %), forêts (4,9 %), milieux à végétation arbustive et/ou herbacée (3,9 %), eaux maritimes (1,2 %), prairies (0,4 %), zones humides côtières (0,2 %). L'évolution de l'occupation des sols de la commune et de ses infrastructures peut être observée sur les différentes représentations cartographiques du territoire : la carte de Cassini (XVIIIe siècle), la carte d'état-major (1820-1866) et les cartes ou photos aériennes de l'IGN pour la période actuelle (1950 à aujourd'hui).

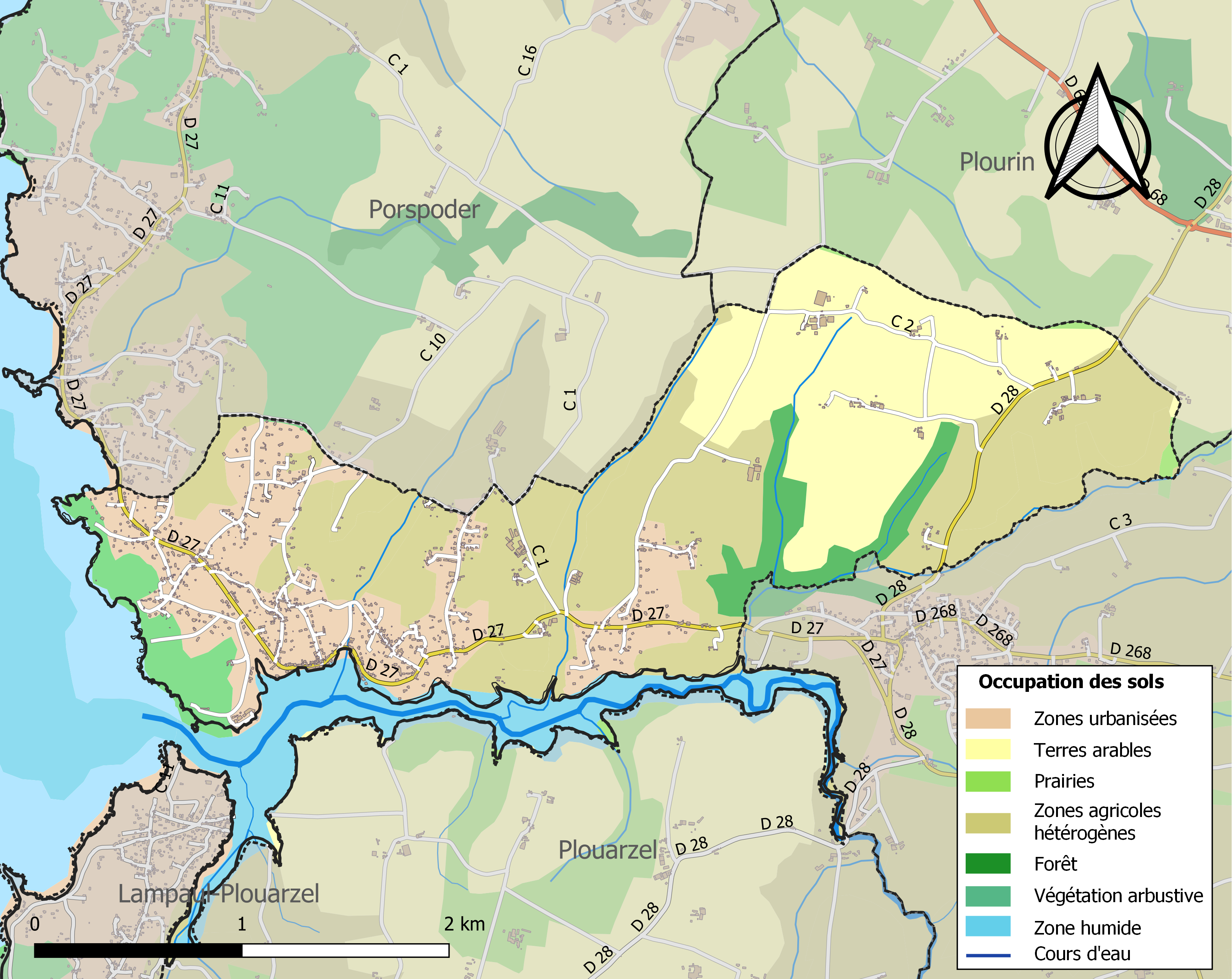
Carte des infrastructures et de l'occupation des sols de la commune en 2018 (CLC).

## Toponymie
Le nom de la localité est attesté sous les formes Lanildu en 1427 et Lannildut en 1446.
Lanildut vient de lann (ermitage en breton) et de Ildut (saint gallois du Ve siècle).
Saint Ildut, né dans le comté de Glamorgan, fut le précepteur de saint David, saint Samson, saint Magloire et saint Gildas, tous compagnons d'études de saint Pol Aurélien. Pol fut le disciple d'Ildut, et ce dernier le disciple de Budoc. Ildut, abbé fondateur du monastère de Llanilltud Fawr (Glamorgan), vint en Armorique, où il aborda à la côte du Léon, au havre de l'Aber-Ildut. Saint Ildut mourut à Dol au VIe siècle.

## Histoire

### Moyen Âge
La paroisse de Lanildut, mentionnée à partir du XVe siècle, dépendait autrefois de l'ancien évêché de Léon, précisément de l'archidiaconé de Kemenet-Ily. Lanildut abritait le siège de la seigneurie de Gouerbian, dont un sieur de Coëtivy en était seigneur à la fin du XVIIIe siècle.
Selon Jean-Baptiste Ogée, « en 1400 on connaissait dans ce territoire les maisons et manoirs nobles suivants : l'Autrefilio, à Monsieur de Kerasquer ; Kermerian, au sieur de Kergroezez ; Gourbihan, à Riou du Rosmadec ; le Guern ; Kermarvan et Latour, à N.. ; Kerbihan ou Kerdahel, moyenne et basse justice, appartient à M. de Kerouan ; Kerverler, moyenne et basse justice, à M. de Kersalaun ».

### Époque moderne
Au XVIe siècle, Lanildut faisait partie de la sénéchaussée de Brest et Saint-Renan. Les ports de l'Aber Ildut étaient alors très dynamiques, pratiquant essentiellement du cabotage : en 1686 le port de Bordeaux enregistra 40 arrivées de barques en provenance de l'Aber Ildut ; en 1724 le quartier maritime du Conquet compte 93 bateaux (barques, brigantins, bricks, sloops, ..) de l'Aber Ildut, d'une capacité de charge comprise entre 20 et 50 tonneaux.
Au XVIIIe siècle, le port de commerce de Lanildut (alors dénommé L'Aber-Ildut et situé dans la paroisse de Porspoder) est l'un des plus importants du Léon : par exemple en 1755 Lanildut arme 40 navires (cabotage, transport du granite, vin) et Brest 14 seulement. Les maîtres de barques y étaient nombreux et prospères, habitant notamment à Rumorvan. Pour la défense du port, notamment contre les corsaires anglais, la batterie de l'Aber-Ildut fut installée pendant la Guerre de Succession d'Autriche, donc entre 1740 et 1748. En 1758 deux frégates anglaises mouillent devant Lanildut.
En 1759, une ordonnance de Louis XV ordonne à la paroisse de Lanildut de fournir 5 hommes et de payer 32 livres pour « la dépense annuelle de la garde-côte de Bretagne ». La batterie située à l'entrée nord de l'Aber Ildut était gardée par un seul gardien en temps de paix, mais en temps de guerre cinq hommes logaient dans le corps de garde et, comme 25 hommes étaient alors nécessaires pour le service des canons, les autres dormaient sous des tentes ou dans des fermes à proximité.

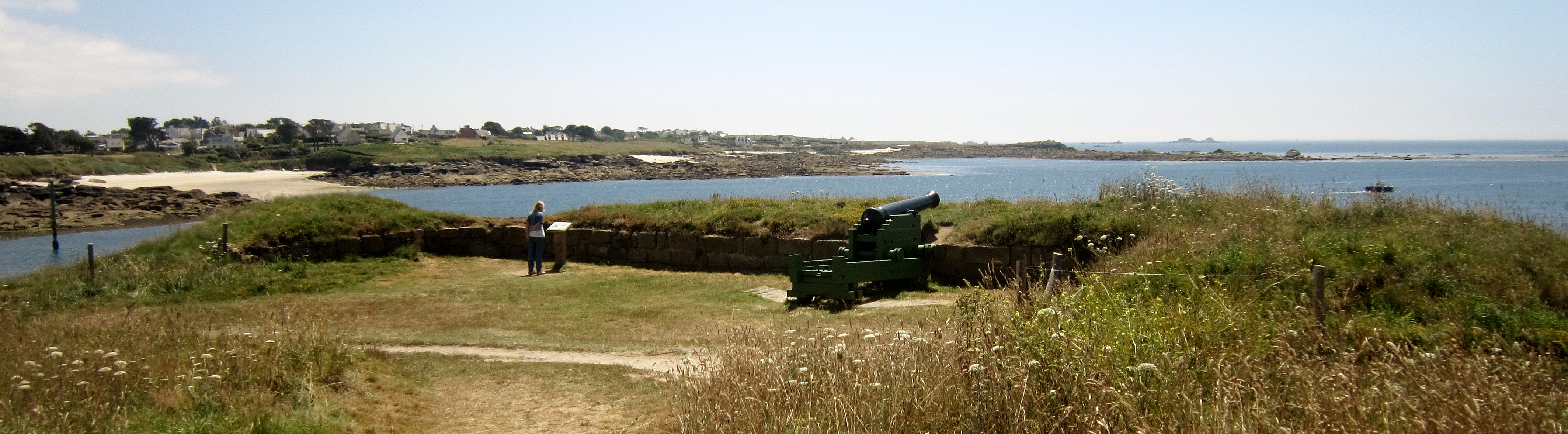
La batterie de l'Aber Ildut et l'entrée de l'Aber Ildut : vue panoramique.
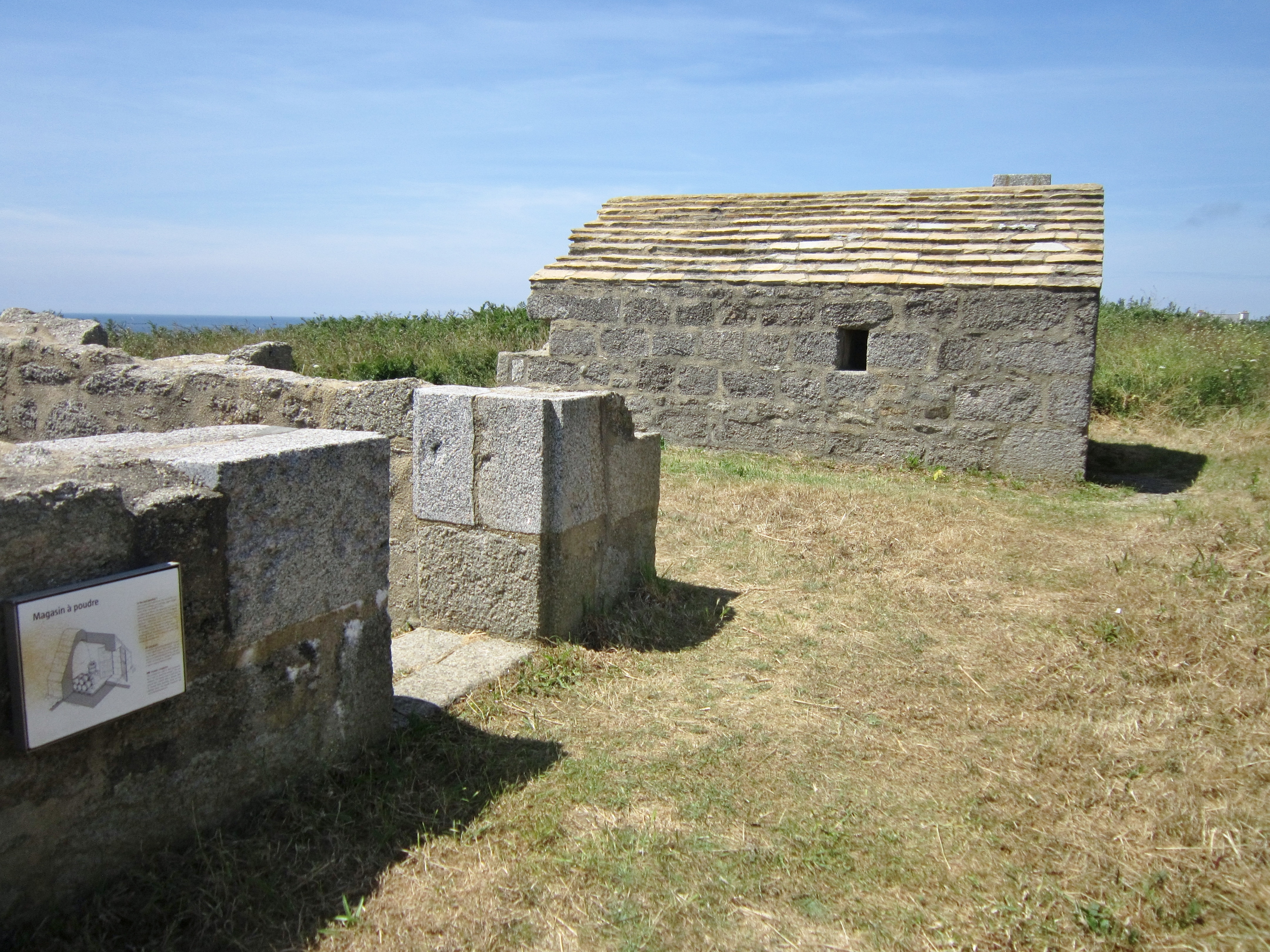
La batterie de l'Aber Ildut : le corps de garde et le magasin à poudre.
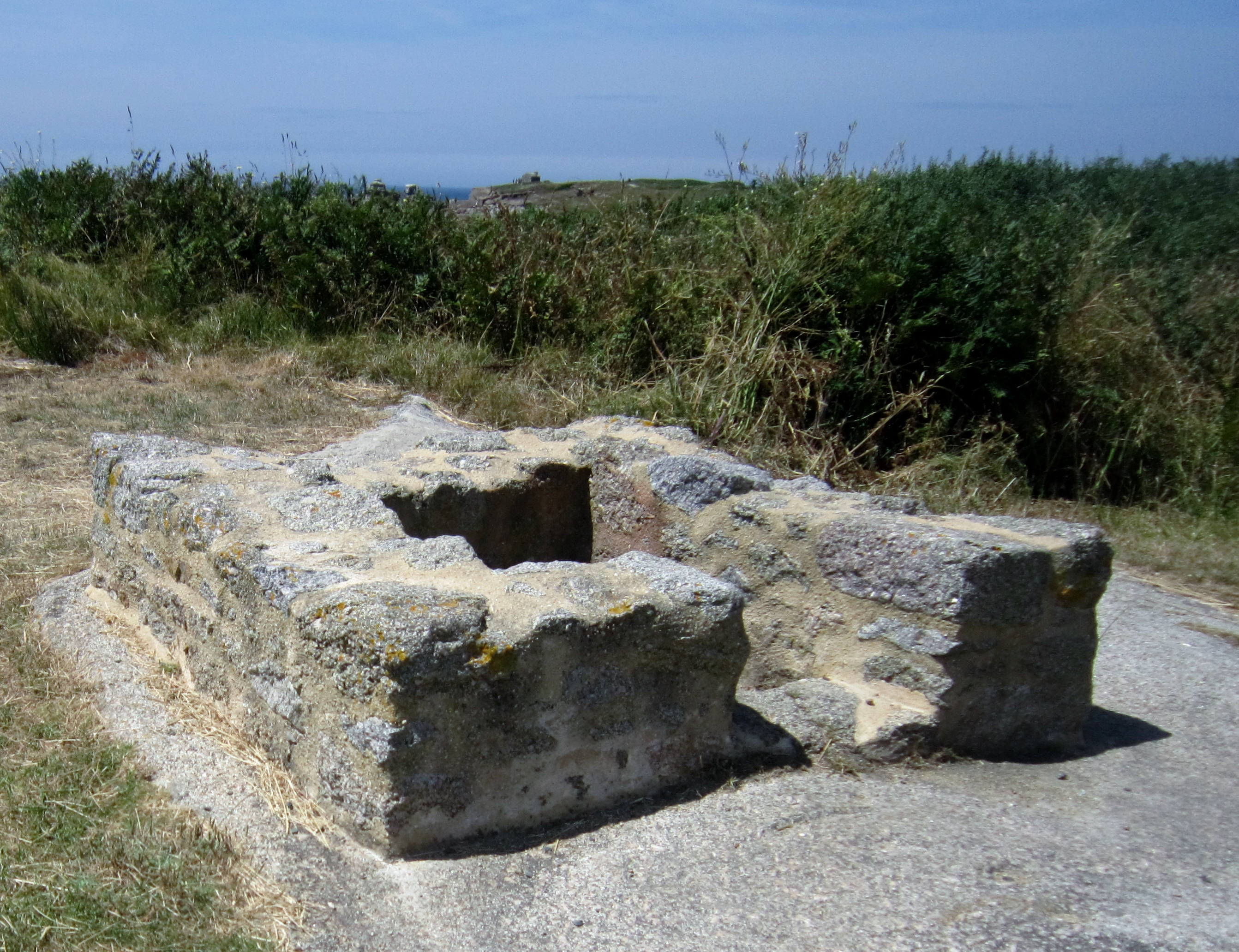
La batterie de l'Aber Ildut : la guérite de guet (reconstitution partielle).
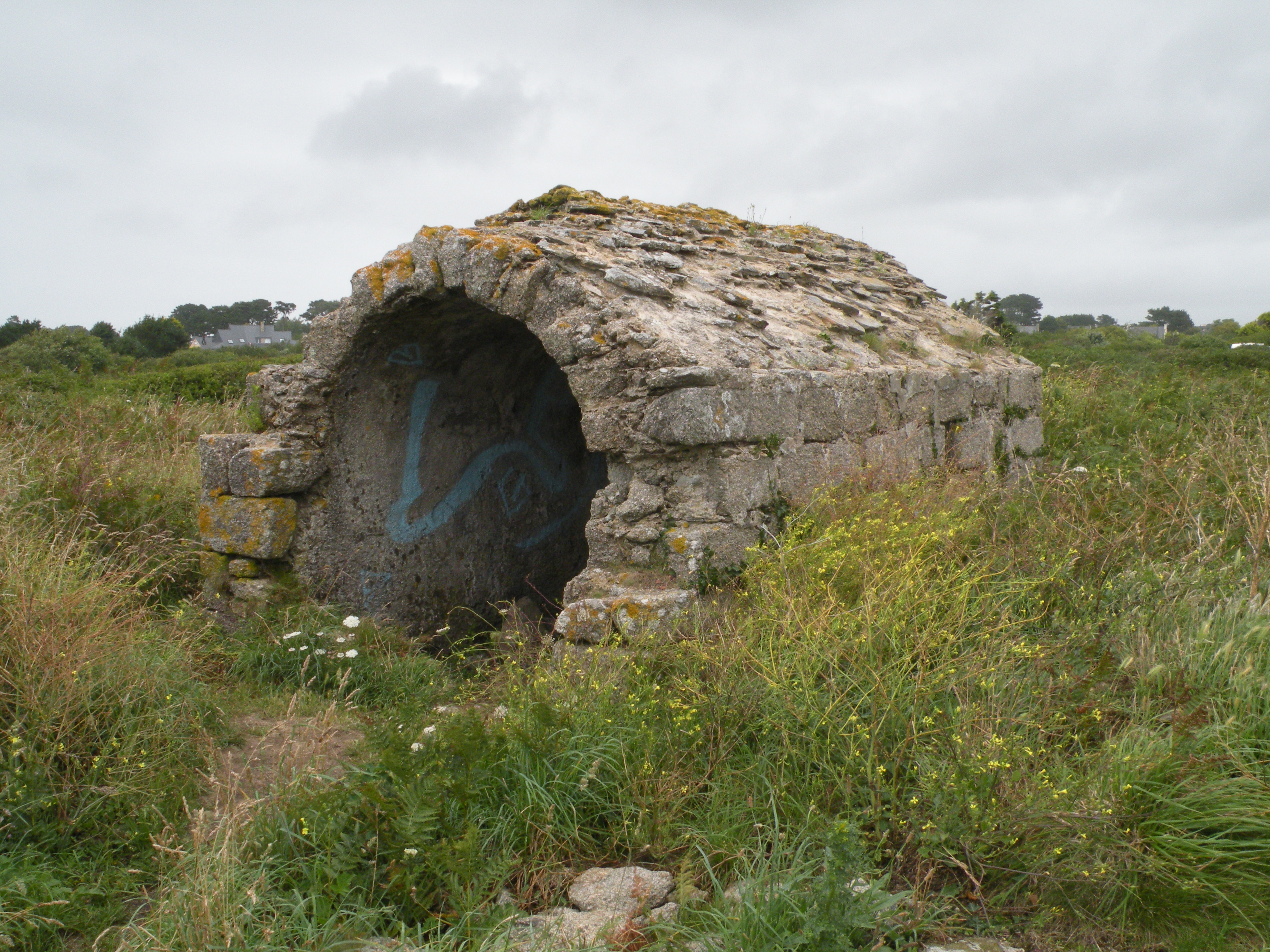
La poudrière de l'ancienne batterie de l'Aber-Ildut.
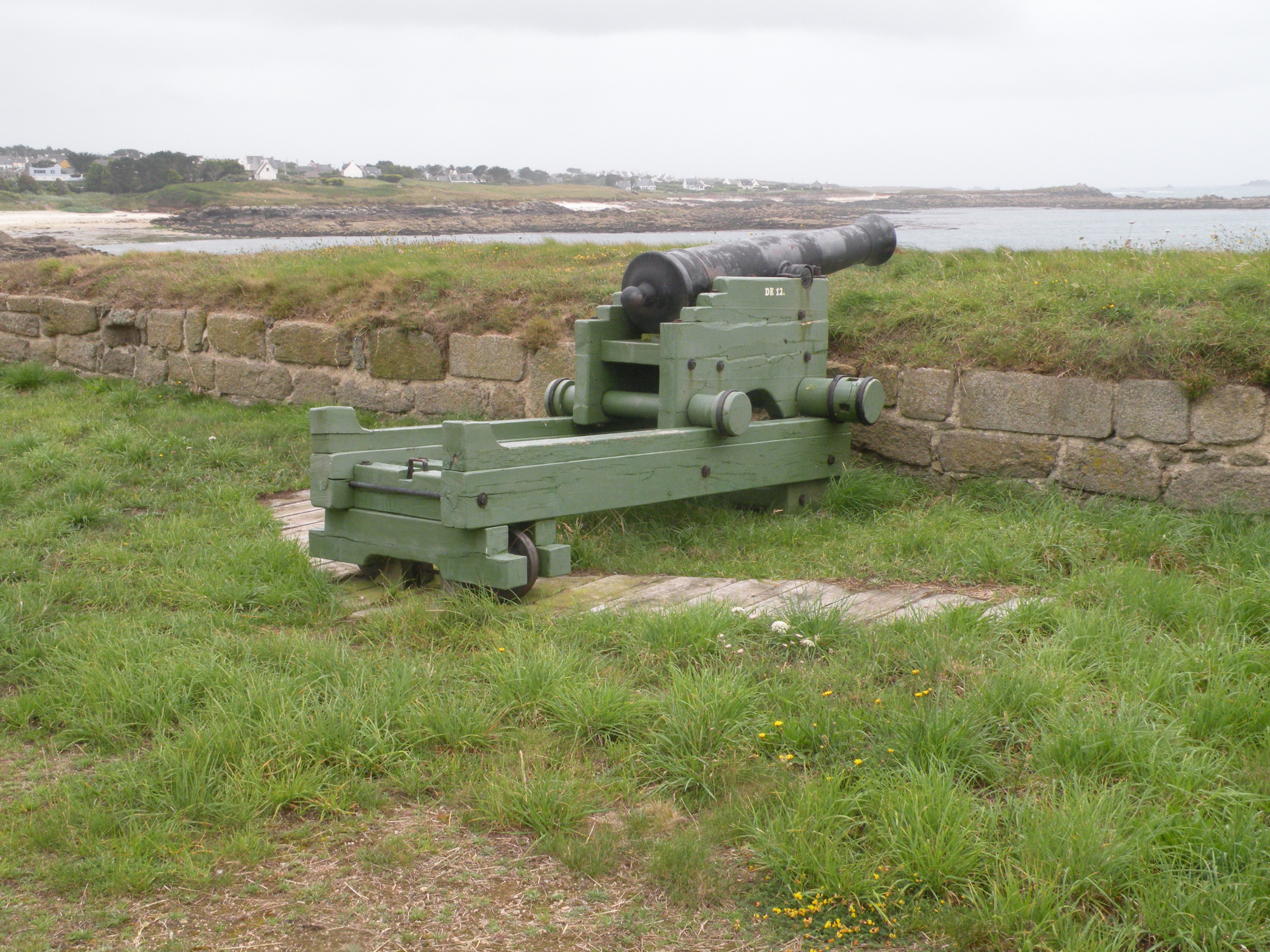
La batterie de l'Aber-Ildut : canon reconstitué.
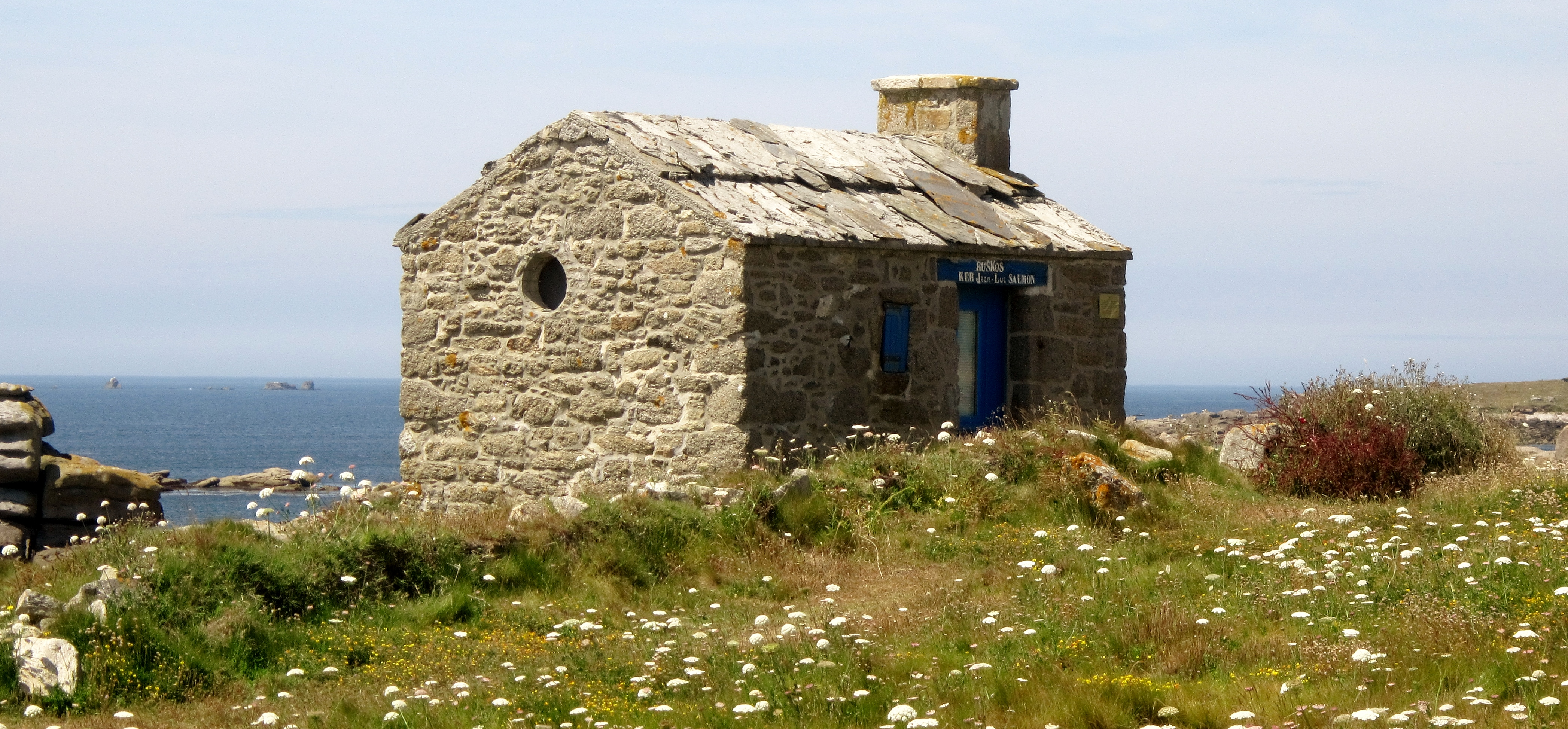
Ancien abri des douaniers entre Melon et Lanildut.

Jean-Baptiste Ogée décrit ainsi Lanildut en 1778 :

« Lanildut ; petite ville et port de mer ; à treize lieues à l'ouest-sud-ouest de Saint-Pol-de-Léon, son évêché ; à 49 lieues de Rennes et à 7 lieues de Lesneven, sa subdélégation. Cette ville, qui ne renferme qu'une paroisse, dont la cure est présentée par l'Évêque, ressortit au Siège royal de Brest et compte 600 communiants. Son territoire est très exactement cultivé par des femmes du pays tandis que les hommes  ne s'occupent que de la pêche et de la navigation. »

### Révolution française

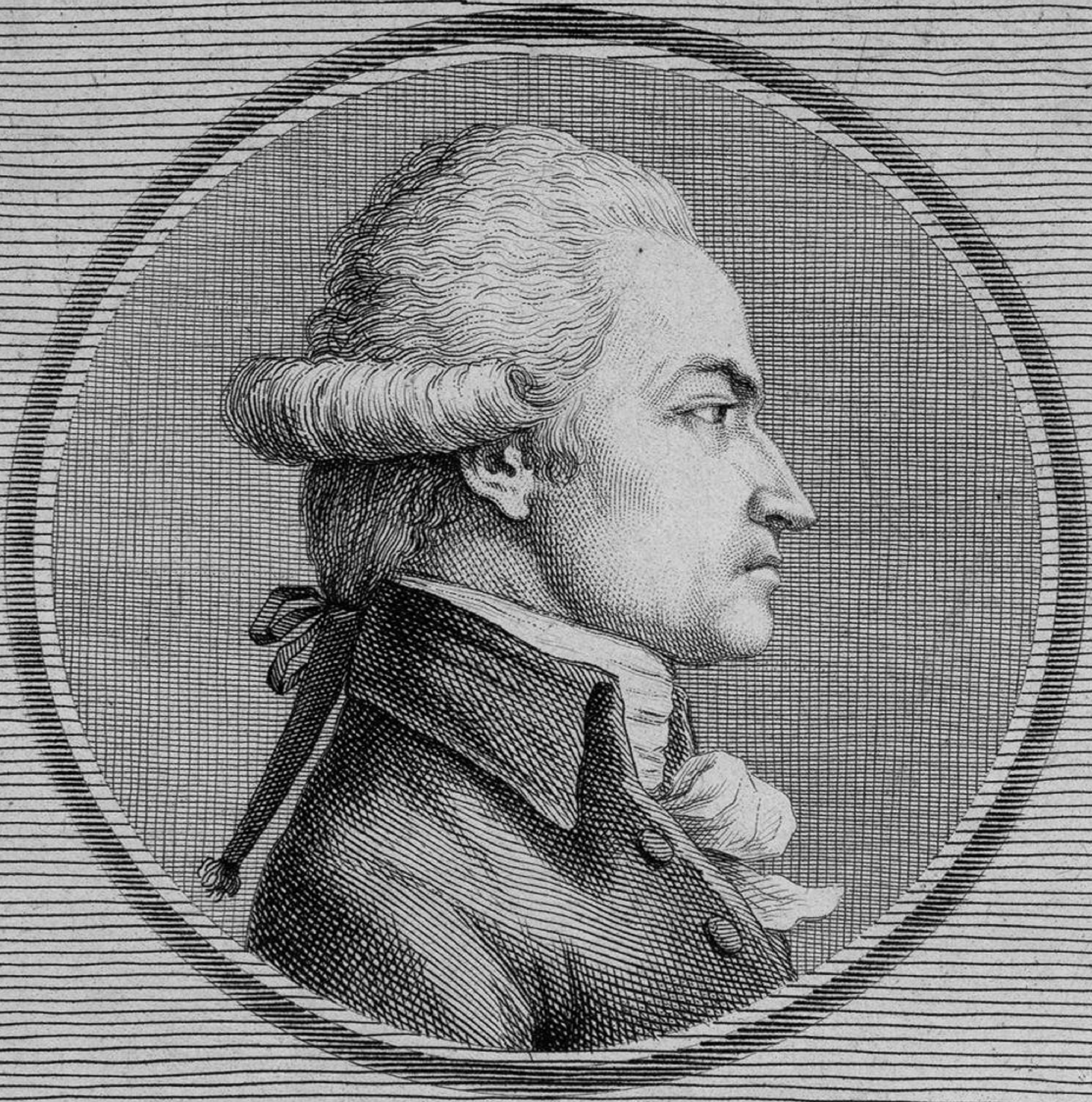
Portait d'Ildut Moyot.

Les paroissiens de Lanildut rédigèrent un cahier de doléances dans lequel il est notamment écrit : « Nous nous plaignons, Sire, de l'excès de la perception des droits exorbitants que perçoivent les préposés du régisseur de vos domaines (...) ».
Ildut Moyot, maître de barque, négociant et agriculteur à Lanildut, fut élu député du tiers-état de la sénéchaussée de Brest, qu'il représenta lors de la réunion des États généraux de 1789 ; il fut ensuite juge de paix du canton de Brélès.
Pierre-Marie de Bergevin, conseiller du Roi, procureur de la sénéchaussée de Brest et Saint-Renan, puis administrateur du département du Finistère, qui avait une propriété à Lanildut où il fut obligé, étant ex-noble, comme ses deux frères, de se réfugier, fut guillotiné le 22 mai 1794 à Brest. Son frère Auguste-Anne de Bergevin, ordonnateur au port de Rochefort, retiré à Lanildut en 1792, fut arrêté comme suspect le 16 décembre 1797 et écroué au château de Brest ; il fut par la suite commissaire principal de la Marine, puis député du Finistère entre 1824 et 1827.

### LeXIXesiècle

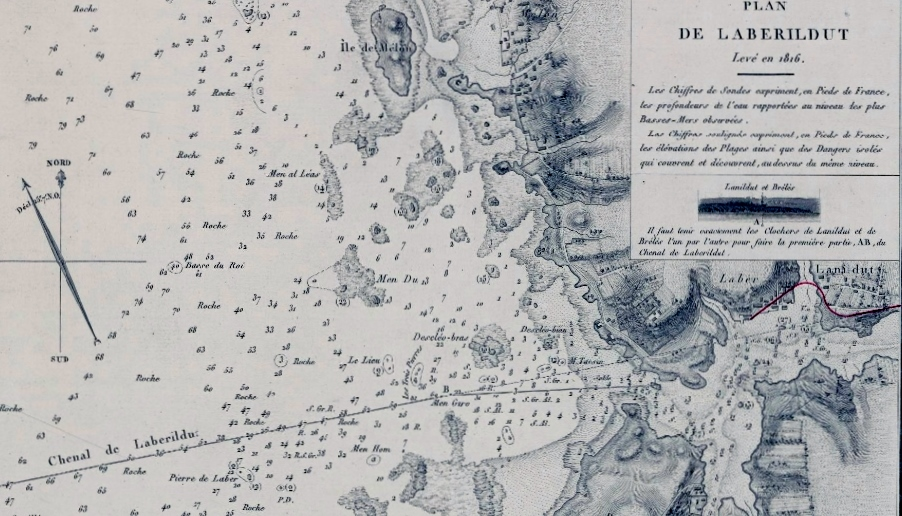
Plan de l'accès maritime à l'Aber Ildut (1816).

#### Lanildut en 1843
A. Marteville et P. Varin, continuateurs d'Jean-Baptiste Ogée, décrivent ainsi Lanildut en 1843 :

« Lanildut (sous l'invocation de saint Ildut) (...) : commune formée de l'ancienne paroisse de ce nom, aujourd'hui succursale ; bureau des douanes à l'Aber-Ildut. (...) Le goémon, qui ne se récolte pas dans la commune, mais bien dans celles des communes voisines qui bordent la mer, est employé comme engrais, et rend de grands services à l'agriculture. Sans être abondant, le bois ne manque pas ; cependant la lande et le genêt sont généralement employés pour le chauffage. Le pardon de Lanildut attire un assez grand nombre d'habitants des paroisses voisines ; il a lieu de premier dimanche de septembre. Géologie : granite exploité. On parle le breton. »

Une loi datée du 22 mai 1850 remania de manière importante les limites des communes de Plourin, Landunvez, Lanrivoaré, Lanildut et Brélès afin de mettre fin à un découpage très complexe issu des paroisses d'Ancien Régime.

#### Les carrières de granite

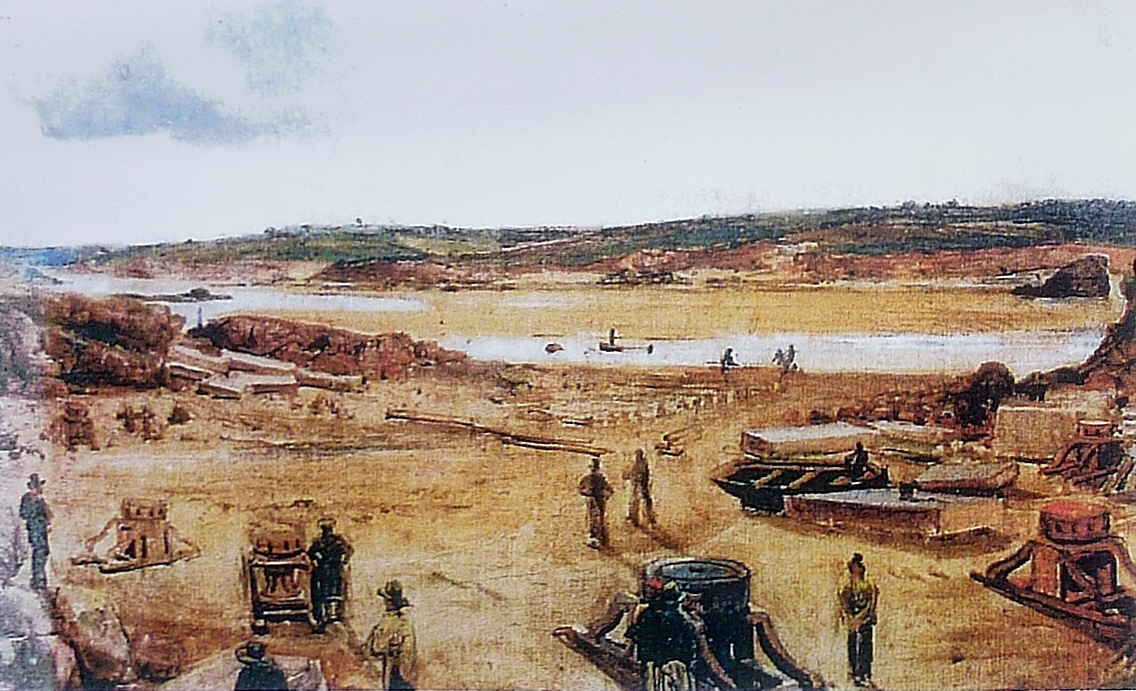
La préparation du chargement des 5 blocs de granite destinés au piédestal de l'obélisque de Louxor (septembre 1835, tableau anonyme)

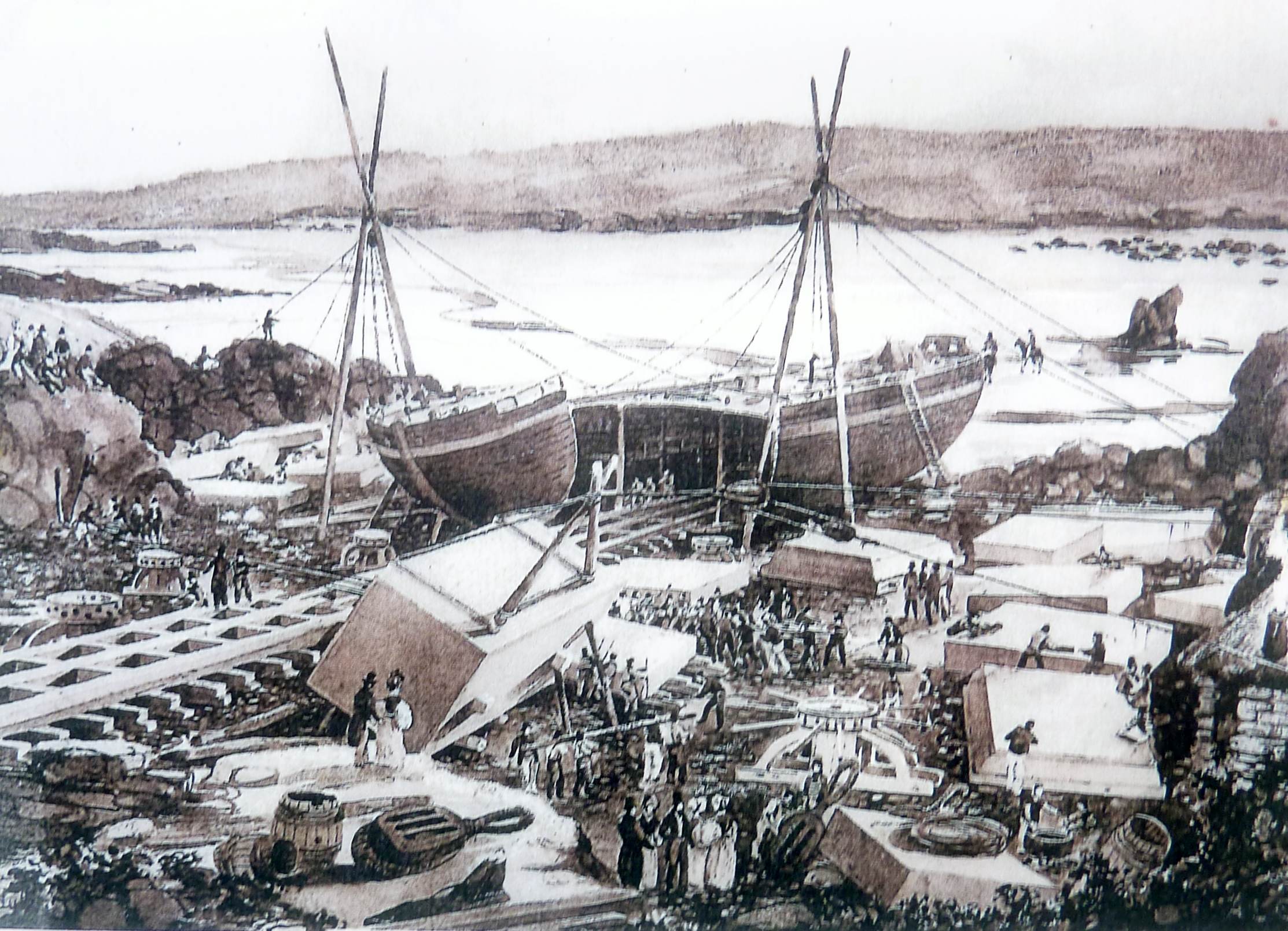
Le chargement des blocs de granite à bord du Luxor ; le bateau a été scié pour permettre le chargement (dessin anonyme, 1835).

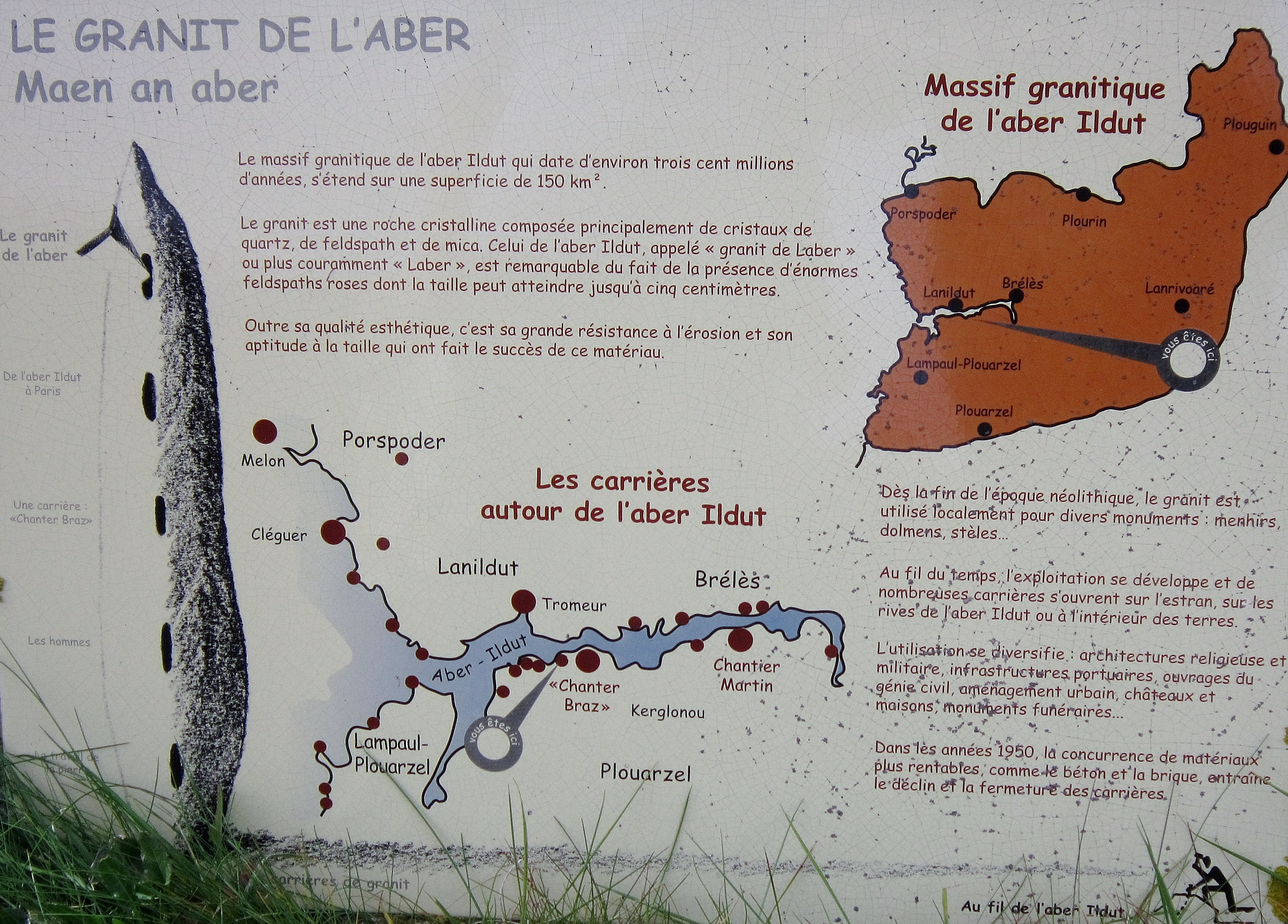
Panneau d'information touristique présentant le granite de l'Aber Ildut.

Les carrières situées le long de l'Aber-Ildut étaient pour la plupart sur le domaine public maritime ; elles faisaient l'objet de concessions attribuées par l'état d'une durée de vingt ans.
Les sites d'extraction du granite étaient nombreux, principalement sur les deux rives de l'Aber-Ildut (celles de la rive sud dépendant des communes de Plouarzel ou Lampaul-Plouarzel) ; les principaux étaient ceux de Kerveatouz (carrière Martin), Kerglonou (entreprise Corre), Saint-Gildas, Tromeur, Stolvarch, Cléguer (qui était une des exploitations les plus importantes) ; trois se trouvaient dans l'île Melon (située en Porspoder), tant sur la rive occidentale que sur la rive orientale. Des quais d'embarquement, servant à charger les gros blocs de granité sur les bateaux, sont encore visibles, notamment à Kerveatouz et à Kerglonou, sur la rive sud (rive gauche) de l'Aber Ildut. Quelques carrières moins importantes se trouvaient dans l'intérieur des terres.
Le soubassement de l'obélisque de Louxor, érigé en 1836, sur la place de la Concorde à Paris, provient des carrières de granit de l'Aber-Ildut. À l'origine, l'obélisque reposait sur une base carrée décorée de seize babouins en érection. L'ornementation du piédestal fut jugée trop obscène pour figurer sur un monument public et fut remplacée par un soubassement plus classique avec le granite de Laber [de l'Aber Ildut] dont la composition et la couleur se rapprochent de celle du granit d'Égypte. Issus de 5 carrières proches, 208,228 tonnes de granite sont extraits pour former le socle (16 m3, pesant 43,2 t), la base (11,424 m3, 30,871 t), le dé (37,632 m3, 101,606 t), la corniche (6,945 m3, 18,781 t) et l'acrotère (5,100 m3, 13,77 t). Le 5 septembre 1835, les cinq blocs du piédestal furent embarquées à bord du «Luxor» dont la coque avait été sciée à l'avant pour charger les blocs.
À la fin du XIXe siècle, près de 200 ouvriers travaillaient dans les carrières de granite avoisinant l'Aber-Ildut..

### Création du 1er Syndicat des tailleurs de pierres
5 février 1905 : Fondation du "Syndicat des ouvriers tailleurs de pierres de L'Aber-Ildut et des environs"..."De façon à unifier les salariés dans la région et de faire respecter la loi de 10 heures votée par la Chambre et le Sénat."
Secrétaire général : Eugène Joubert.
Secrétaire : Jean Marie Houssin.
Trésorier : Henry Lagalle.
Le 26 février, le syndicat est fort de 64 membres avec pour président Eugène Joubert. Il sera officialisé le 23 du mois d'octobre.
Eugène Joubert, né en 1869 à Saint-Pierre-de-Plesguen, entre Saint-Malo et Combourg, surnommé "le ministre" par ses collègues de la carrière Omnès du Tromeur, "sa carrière au loup", décède en 1949, au 47 de la route de l'Aber-Ildut en sa maison, alors café et épicerie de la famille Joubert-Moal.

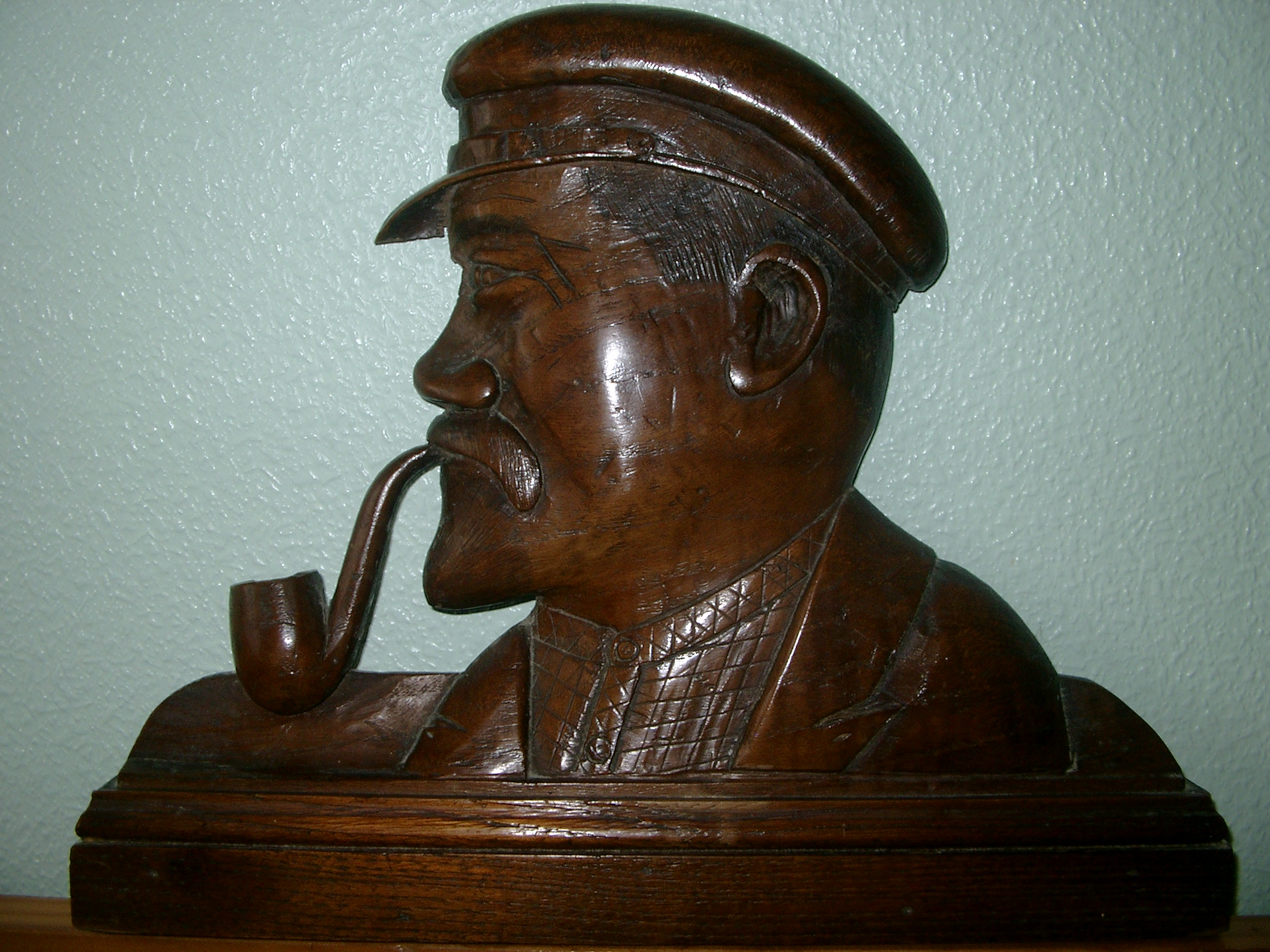
Portrait d'Eugène Joubert sculpté par Charles Craveur, ami de la famille.

Des grèves se produisaient parfois : par exemple en avril 1911 et à nouveau en février 1912 (80 ouvriers sont alors en grève) dans l'entreprise Combarelle qui extrayait et taillait les pierres destinées à la construction des deux cales de radoub jumelles de Laninon à Brest. L'exploitation cessa dès la fin de la décennie 1950, mais la Seconde Guerre mondiale avait provoqué déjà l'arrêt de la plupart des entreprises.

#### Les autres faits duXIXesiècle
Ildut Adrien Bermond, médecin, chirurgien de marine, publia une thèse sur la fièvre jaune en 1827 et un article sur le traitement de la lèpre dans l'île de la Réunion en 1853.
La commune de Lanildut s'est agrandie, par l'annexion, à la demande de leurs habitants, des villages de Kerdrévor et de l'Aber-Ildut, par un décret impérial du 20 février 1869, au détriment de la commune de Porspoder. Une pétition rassemblant 72 signatures réclamait ce rattachement à Lanildut, les signataires arguant « leur grand isolement du bourg de Porspoder dont ils sont éloignés de 5 kilomètres, par des voies de communication très difficiles, et surtout en hiver, tandis qu'ils trouvent par leur annexion à Lanildut, dont ils ne sont séparés que par 1 500 mètres de distance, les facilités les plus grandes pour l'accomplissement de leurs devoirs civils et religieux et l'instruction de leurs enfants ».
Trois corps de marins de la corvette Gorgone, qui fit naufrage sur le récif des Pierres Noires près de la Pointe Saint-Mathieu le 18 décembre 1869 furent retrouvés à l'entrée de l'Aber Ildut et inhumés dans le cimetière communal.
Une épidémie de variole frappa Lanildut et des communes avoisinantes en 1882. Une épidémie de choléra de 1893 fit 4 victimes à Lanildut.
En 1897, une intense propagande favorisa l'élection comme député de l'abbé Gayraud. Jouve, instituteur à Lanildut, déclara : « On s'est servi du nom du pape dans toute la région. Voter contre l'abbé Gayraud, c'était voter contre le pape. (...) » Il rajouta dans son témoignage que le clergé refusait la communion le jour de Pâques à ceux qui avaient voté contre l'abbé Gayraud. Un négociant de Lanildut fit un témoignage analogue. Mais Émile de Kerros, propriétaire à Rumorvan, est d'un avis contraire, disant que le recteur et le vicaire sont restés corrects en ne disant pas un mot de l'élection dans l'église.

#### Descriptions de Lanildut vers la fin duXIXesiècle
Benjamin Girard décrit en ces termes Lanildut en 1889 :

« (...) Le chef-lieu se compose de deux agglomérations : Lanildut et l'Aber-Ildut, séparées par une petite anse. Le port de l'Aber-Ildut est formé par l'estuaire [de l'Aber-Ildut] qui s'enfonce dans les terres en suivant la direction de la rivière de Pontreun, sur une longueur de 2 kilomètres ; il est parfaitement fermé et abrité de tous les vents. La construction d'une digue de 38 mètres de longueur, à la pointe de Beg-ar-Roch, a rendu le ressac presque nul dans ce port, où il n'existe qu'une seule cale de débarquement. Le port de l'Aber-Ildut ne reçoit que des navires d'un faible tonnage, qui y apportent diverses marchandises, et surtout de la houille pour les besoins d'une usine de produits chimiques établie dans la localité. Les exportations consistent en pierres de taille et en sable à bâtir, dont il existe un banc important dans la partie ouest du port. Le granit du pays est très recherché. (...). »

Lanildut est ainsi décrit en 1890 par Gustave Toudouze :

« De Brest, une antique diligence au caisson jaune, aux ferrailles tintantes, comme on n'en rencontre plus guère qu'en certains coins ignorés de Bretagne, se dirige vers ce point éloigné du Bas-Léon (...). Lanildut, port d'échouage, important pour l'exploitation des granits, (...) est un bourg d'un millier d'habitants. (...) De belles propriétés, enveloppées de grands parcs ombreux, précèdent le village ; puis on se trouve en présence d'une des côtes les plus extraordinairement pittoresques que l'on puisse imaginer. (...) De petites anses de sable y alternent avec des rochers étrangement taillés, s'avançant dans la mer comme des fragments de digues, de jetées, de môles, de citadelles géantes. (...) Un semis de noirs écueils, toujours cerclés d'écume, sert d'éclaireur à ces blocs monstrueux. (...) On n'aperçoit même plus le village de Lanildut, caché derrière la hauteur désolée des granits. »

### LeXXesiècle

#### La Belle Époque
En 1900 le poste de deux gendarmes à pied installé à Lanildut est supprimé.
Le journal Le XIXe siècle évoque en janvier 1903 « la grande misère des pêcheurs d'Argenton, de Porspoder et de Laber [L'Aber-Ildut en Lanildut] » et l'envoi d'une délégation à Paris pour demander des secours.
En 1904 la liste radicale du docteur Le Port est réélue avec 21 voix de majorité, battant la liste menée par le royaliste de Kerros.
Le 12 mars 1910, la goélette Vierge-de-Trizien, du Conquet, drossée par la tempête et complètement désemparée, se brisa sur les rochers à l'entrée du port de Lanildut. L'équipage se sauva à la nage et parvint à gagner la terre.
Le 21 février 1911, les biens ayant appartenu à la fabrique de l'église de Lanildut, placés sous séquestre, sont attribués au bureau de bienfaisance de Lanildut. L'inventaire de ces biens d'église avait été effectué par le percepteur de Saint-Renan, accompagné du commissaire de police de Brest, escortés d'hussards et de gendarmes, le 21 novembre 1906.
La construction d'une ligne ferroviaire à voie étroite entre Saint-Renan et Porspoder via le port de Laber en Lanildut fut envisagée en 1912, mais elle ne fut jamais construite en raison de la Première Guerre mondiale.

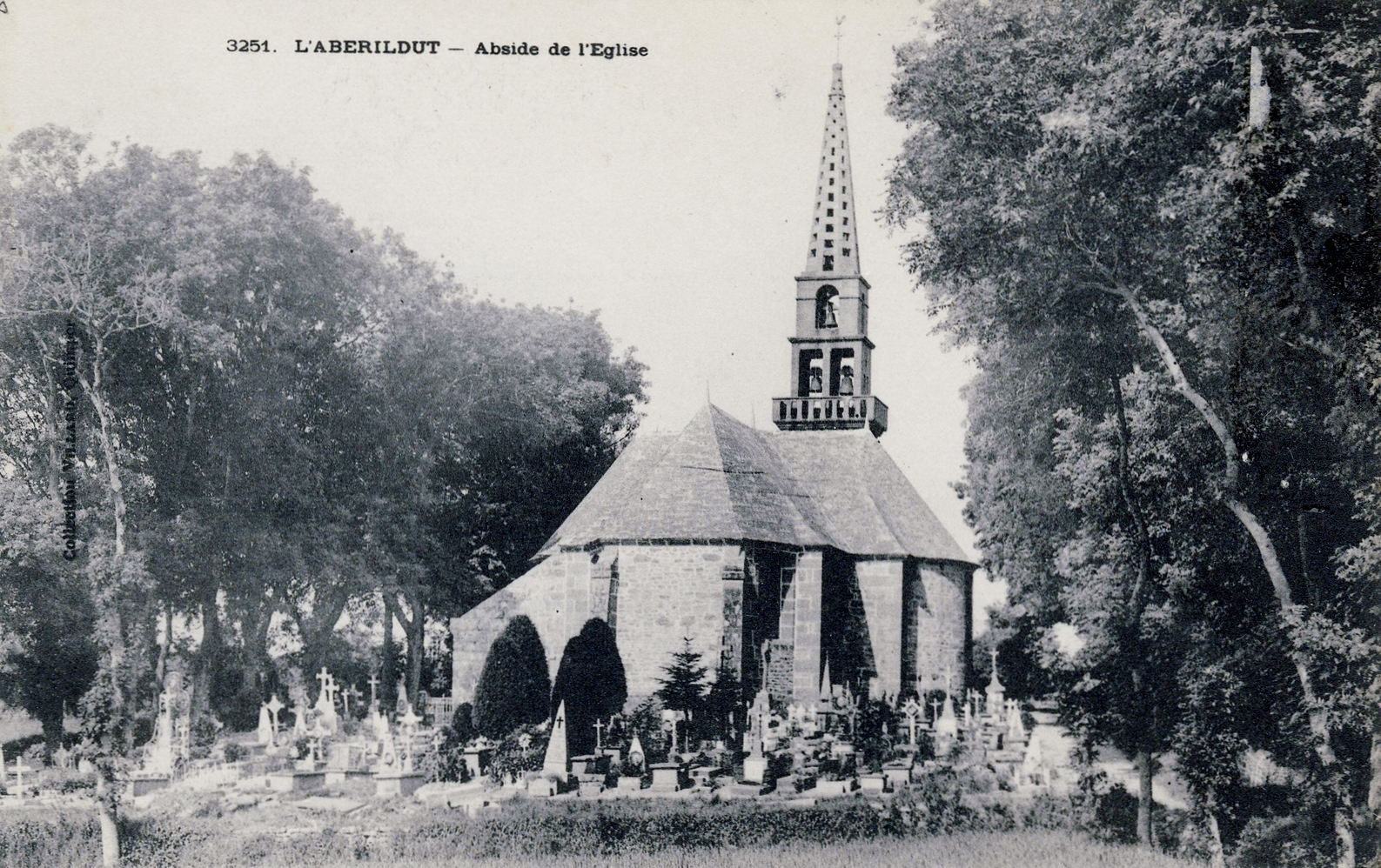
L'église paroissiale Saint-Ildut et le cimetière l'entourant vers 1910 (carte postale Villard).

#### La Première Guerre mondiale
Le monument aux morts de Lanildut porte les noms de 54 soldats et marins morts pour la France pendant la Première Guerre mondiale ; parmi eux 4 au moins sont des marins disparus en mer (Georges Thiéry, disparu en mer le 8 février 1916 lors du naufrage du croiseur cuirassé Amiral Charner ; Joseph Guichoux, disparu en mer le 3 décembre 1916 lors du naufrage de la canonnière Surprise ; Victor Le Guen, disparu en mer le 4 mai 1917 (décoré de la Médaille militaire) lors du naufrage du dragueur Caméléon et René D'Hervé, disparu le 11 février 1918 lors du naufrage du sous-marin Diane) ; 4 au moins sont des soldats morts sur le front belge dont 3 dès les 21 ou 22 août 1914 (Charles Kermarec à Arsimont ; Georges Guillemain à Rossignol et Jean Morel à Thuin) et 1 (Yves Cleach) le 14 novembre 1914 à Dixmude ; 2 au moins, membres de l'armée française d'Orient, sont morts dans les Balkans (François Guillemin, caporal au 59e régiment d'infanterie territoriale, a été tué à l'ennemi en Grèce le 21 mai 1917 et Laurent Chentil est mort de maladie en Roumanie le 8 décembre 1918, donc après l'armistice); la plupart des autres sont morts sur le sol français (par exemple Adolphe Le Gall, décoré de la Médaille militaire et de la Croix de guerre), à l'exception de Jean Marzin, sergent, qui est mort de maladie au Gabon.

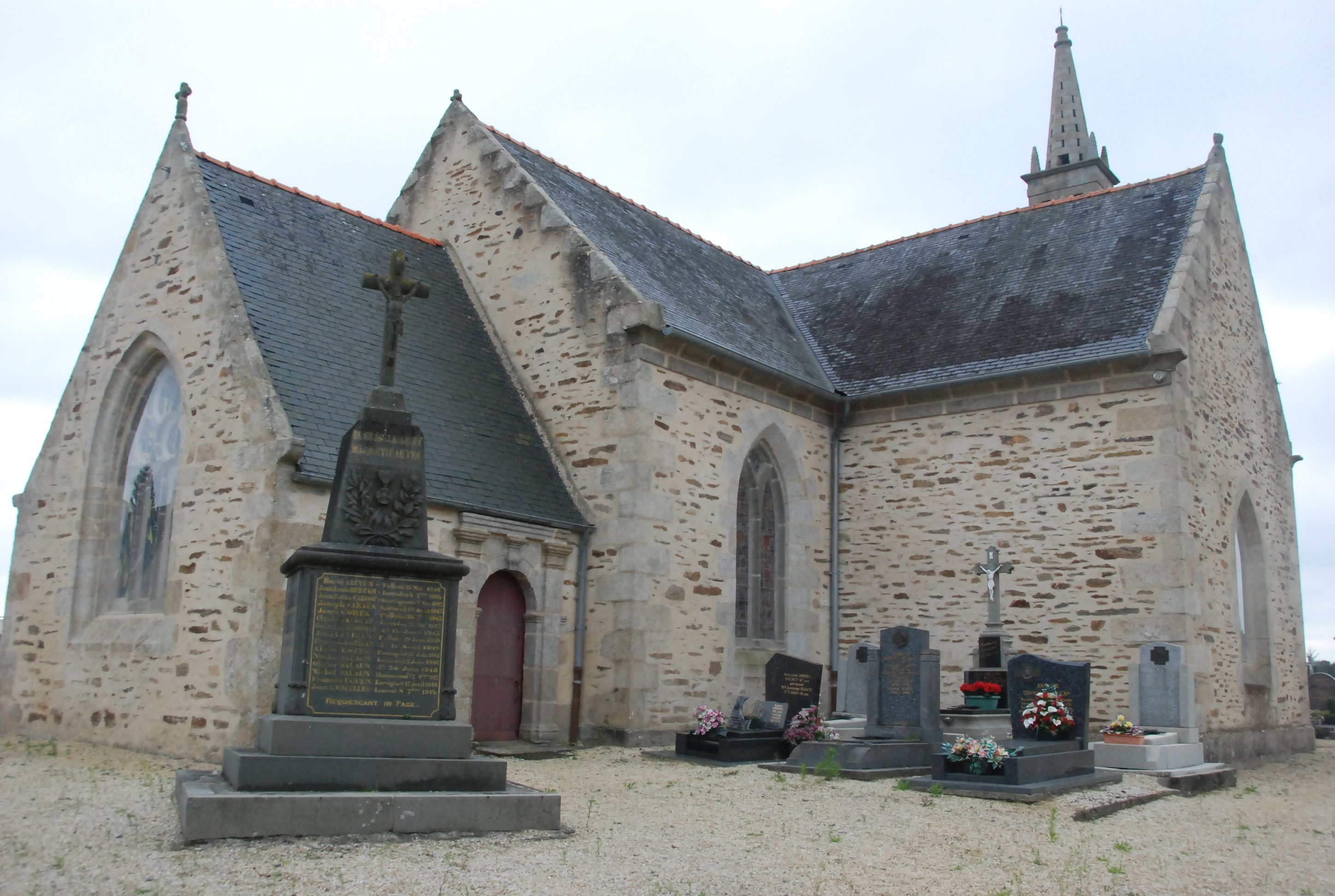
Le monument aux morts de la guerre 1914-1918 devant l'église paroissiale Saint-Ildut.
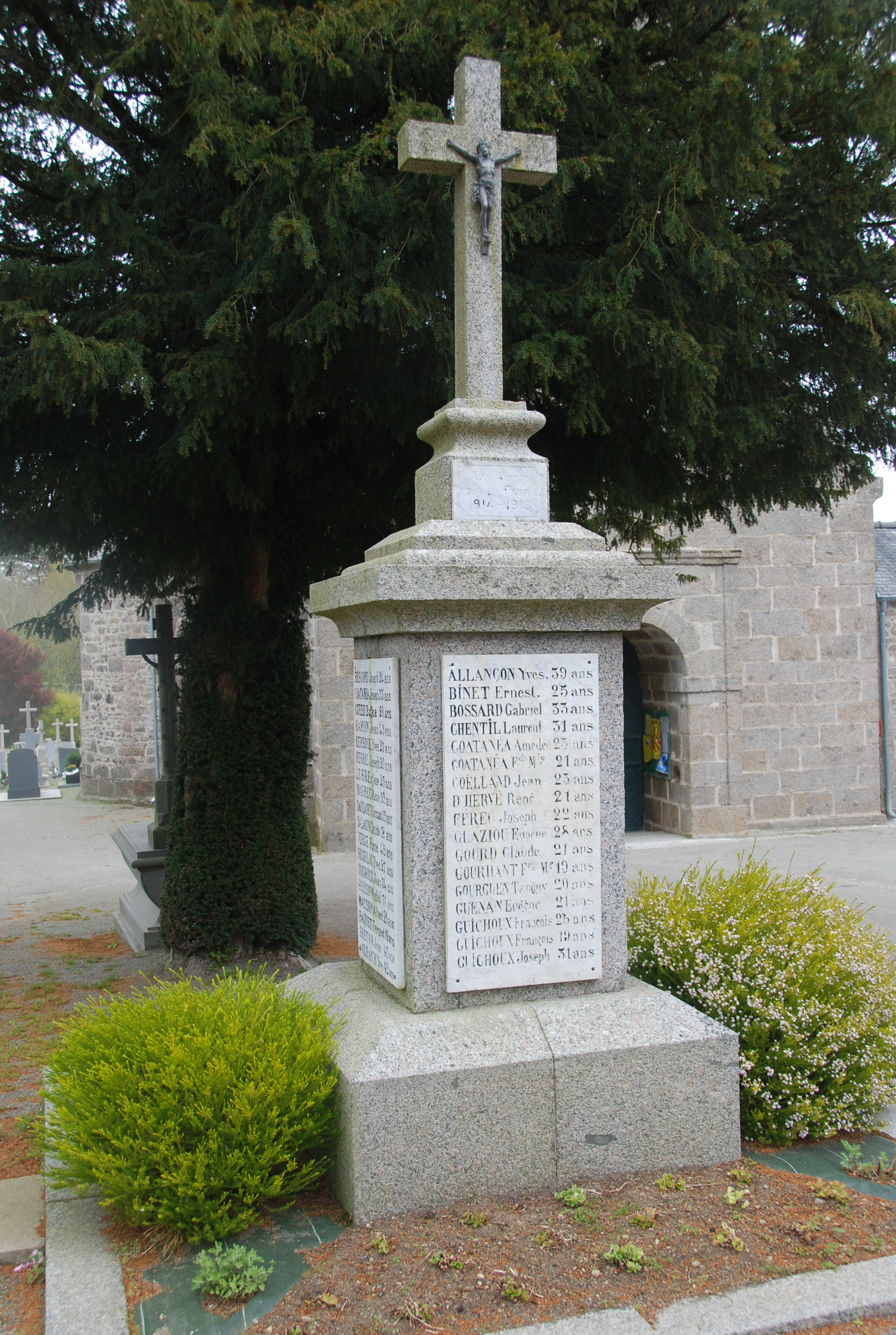
Le monument aux morts de Lanildut.

#### L'Entre-deux-guerres
La récolte du goémon est alors une activité importante comme l'illustre cette description datant de 1936 :

« Il faut voir, en décembre, janvier, février, sur les grèves de (...) Lanildut, ces bandes de gamins en sabots pataugeant dans les flaques, les mains rouges, le visage tuméfié à force d'être battu par le vent froid, qui ramassent les grands laminaires, les stipes courts à grosse racine, particulièrement riches en iode. Parfois ils s'en vont les chercher jusque dans la mer, avançant avec peine dans l'eau glacée où ils plongent jusqu'à la taille. Les femmes entassent sur des civières pour les transporter aux lieux de séchage, les grandes brassées lourdes d'eau que les enfants ont rassemblées. »

#### La Seconde Guerre mondiale

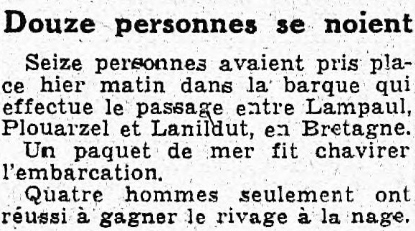
La noyade de 12 personnes entre Lampaul-Plouarzel et Lanildut le 22 novembre 1944 (journal L'Humanité).

Deux militaires britanniques (Andrew Jervis Hawkins et un inconnu) reposent dans le carré militaire du cimetière de Lanildut.
Marie Rosenbaum, née Rose, le 14 juin 1885 à Cracovie (Pologne), de nationalité française, résidait à Lanildut ; arrêtée parce que Juive, elle est déportée par le convoi no 67 depuis le camp de Drancy vers le camp de concentration d'Auschwitz le 3 février 1944.
Les résistants FFI de Lanildut et Brélès étaient abrités à Pérénévez en Brélès.

#### L'après Seconde Guerre mondiale
L'assassinat le 22 novembre 1949 à Lanildut de Pierre Bourioux, ancien négociant brestois, connu comme magicien sous le pseudonyme "Yann d'Armor", suivi en février 1950 de l'incendie de sa maison, ne fut jamais élucidé.
Vers la fin du XXe siècle, 35 000 tonnes d'algues étaient débarquées chaque année dans le port de Lanildut, qui reste encore de nos jours le premier port européen de débarquement du goémon, transporté ensuite par camions vers les usines de transformation situées à Landerneau et à Lannilis.

« Le port de Lanildut s'avère une véritable plaque tournante du marché de l'algue. Vingt-huit bateaux goémoniers y débarquent près de 45 % de la production nationale. La plupart des goémoniers qui ramassent les algues au large de l'Aber Ildut de la mi-mai à la mi-octobre ont un emploi d'appoint le reste de l'année. »

#### L'évolution des techniques de ramassage du goémon et ses conséquences

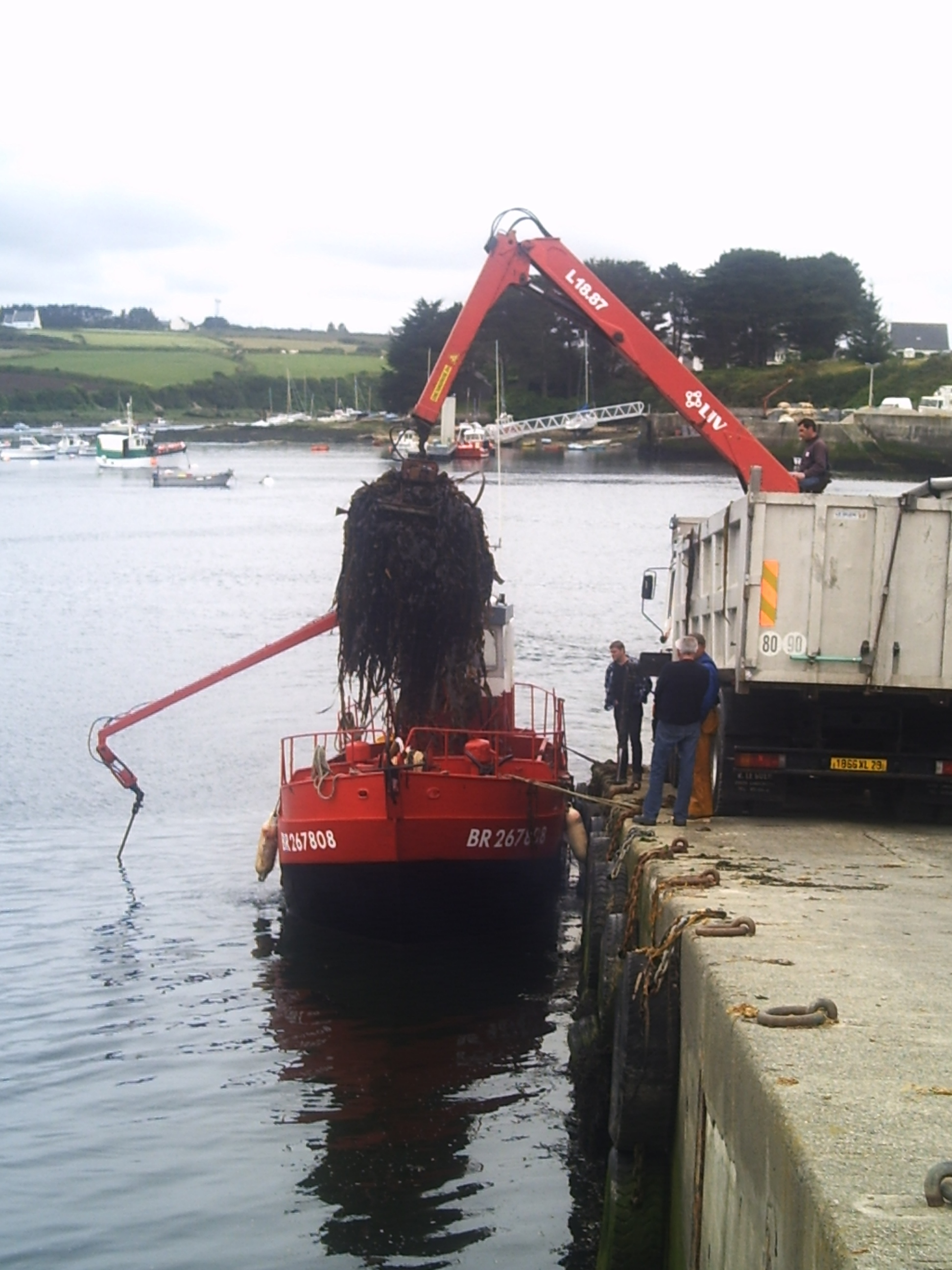
Le déchargement du goémon dans le port de Lanildut.

Yann Queffélec décrit en ces termes l'évolution des techniques de ramassage du goémon :

« On est goémonier à l'Aber-Ildut, chez moi, le premier port goémonier d'Europe, respect ! C'est avantageux pour l'emploi, Pour l'économie, ça l'est moins pour les fonds marins. La cueillette se fait sur les platures de l'archipel de Molène, un jardin d'Eden amphibie peuplé d'algues uniques au monde. On les capturait à la faux, jadis, du bel artisanat manuel sans danger pour l'écosystème (...). Sont arrivés les navires à « scoubidou », merveilles de la technique déprédatrice, et c'est à l'arrache qu'on a tondu les sirènes ondoyantes, extirpé du flot les rutilantes chevelures de la mer océane, en quantités industrielles désormais. Et l'arrache ayant bonne conscience, on a réfléchi que le  « peigne » arrachait plus vite et mieux que le « scoubidou », et que personne n'irait jamais voir ce qu'il advenait de la mer défigurée (...). »

## Économie
Avec l'apparition des engrais chimiques, la question de l'avenir des goémoniers s'est posée depuis les années 1960. La filière algues bretonne s'est alors reconvertie dans les gélifiants, les épaississants à partir des alginates, si bien que Lanildut reste le premier port goémonier d'Europe avec 35 000 tonnes d'algues déchargées sur ses quais chaque année, soit presque la moitié de la production nationale du goémon. En 2011, 15 bateaux ont déchargé plus de 45 000 tonnes de goémon à Lanildut.
Le port est géré par le Syndicat intercommunal du plan d'eau et du port de l'Aber-Ildut (regroupant les 4 communes riveraines de Lampaul-Plouarzel, Plouarzel, Brélès et Lanildut) ; la Chambre de commerce et d'industrie de Brest a la concession pour les deux parties professionnelles du port, côté Lanildut et côté Porscave.
Les algues brunes de l'ordre des Fucales (dont les Fucus font partie) sont en voie de régression localement de manière préoccupante selon l'Ifremer depuis quelques décennies.[réf. nécessaire]
Le port est géré par la CCI (Chambre de Commerce et d'Industrie de Brest) (voir port de Brest).

## Politique et administration

### Liste des maires

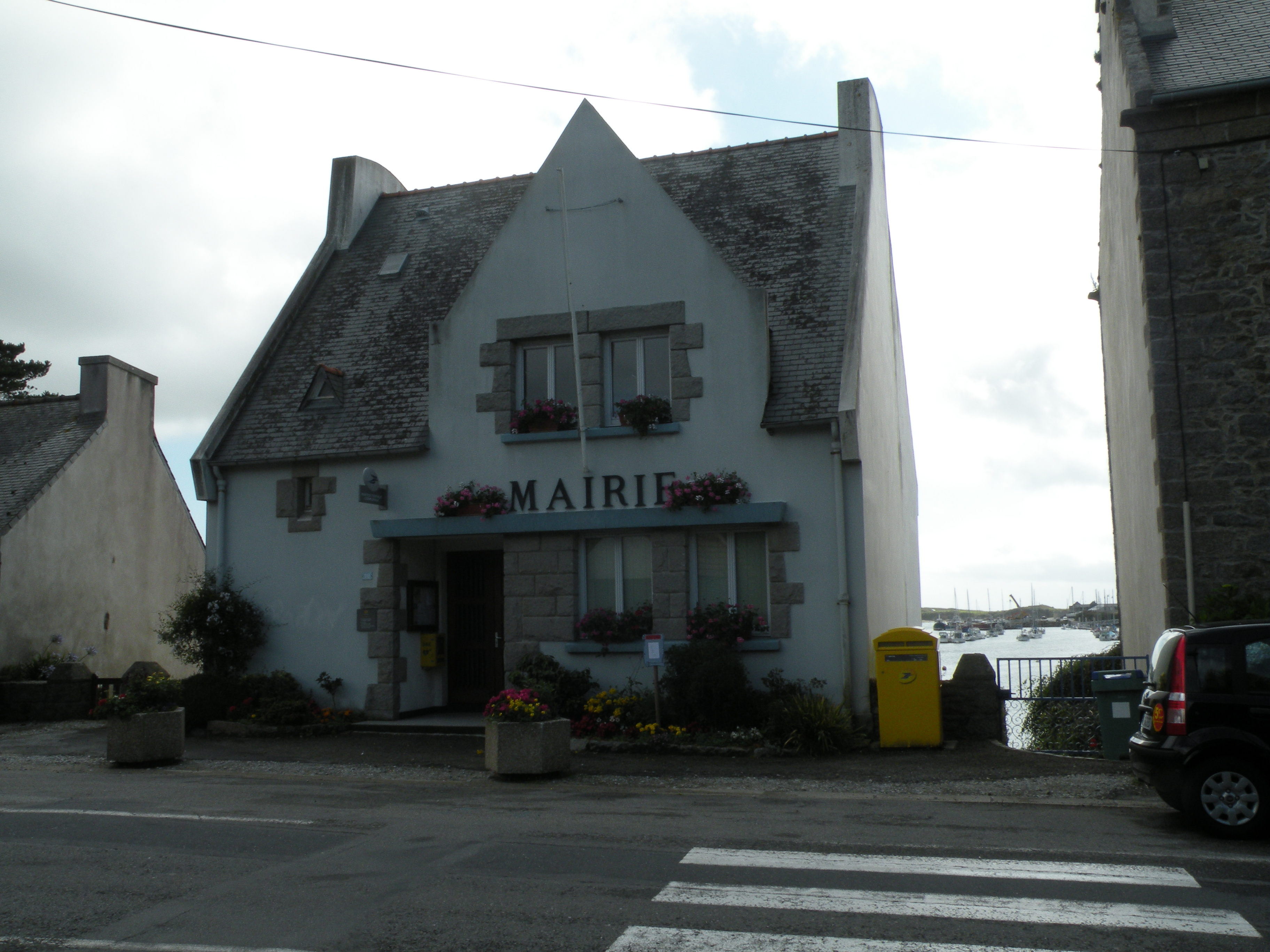
La mairie de Lanildut.

| Période                                  | Période     | Identité                  | Étiquette | Qualité                                           |
| ---------------------------------------- | ----------- | ------------------------- | --------- | ------------------------------------------------- |
| 1789                                     | 1803        | Gabriel Thomas            |           | Percepteur.                                       |
| 1803                                     | 1813        | Ildut Moyot               |           | Ancien député.                                    |
| 1813                                     | 1816        | Joseph Masson             |           | Maître de barque.                                 |
| 1816                                     | 1830        | Vincent Cozien            |           |                                                   |
| 1830                                     | 1832        | Joseph Masson             |           | Déjà maire entre 1813 et 1816.                    |
| 1832                                     | 1836        | Jean Jacob                |           | Cultivateur.                                      |
| 1836                                     | 1837        | René Jézéquel             |           |                                                   |
| 1837                                     | 1843        | Jean François Bazil       |           | Négociant.                                        |
| 1843                                     | 1855        | Hamon Kerboul             |           | Agriculteur.                                      |
| 1855                                     | 1875        | Yves Le Duff              |           | Capitaine au commerce. Domicilié à Rumorvan.      |
| 1875                                     | 1875        | Aimable Vrignaud          |           | Lieutenant de vaisseau (en 1845).                 |
| 1875                                     | 1900        | Guillaume Jacob           |           | Conseiller général du canton de Ploudalmézeau.    |
| 1900                                     | 1908        | Jean Le Port              | Radical   | Médecin.                                          |
| 1908                                     | 1918        | Émile de Kerros           | Royaliste | Propriétaire.                                     |
| 1918                                     | 1919        | Martial Audrezet          |           | Retraité de la marine marchande                   |
| 1919                                     | 1935        | Louis Le Clech            |           | Médecin.                                          |
| 1935                                     | 1944        | Jean Marie Mazé           |           |                                                   |
| 1944                                     | 1945        | Joseph Dourver            |           | Commandant. Président de la délégation spéciale   |
| 1945                                     | 1947        | Joseph Dourver            | SFIO      | Président de la délégation spéciale précédemment. |
| 1947                                     | 1961        | Jean Marie Mazé           | MRP       | Déjà maire entre 1935 et 1944.                    |
| 1961                                     | 1977        | Hervé Petton              | DVD       | Militaire retraité.                               |
| 1977                                     | 1995        | François Mazé (1930-1998) | DVD       | Fils de Jean Marie Mazé, ingénieur                |
| 1995                                     | 2001        | Raymond Mellaza           |           |                                                   |
| 2001                                     | 2008        | Jean Bars                 |           |                                                   |
| 2008                                     | 27 mai 2020 | Raymond Mellaza           |           |                                                   |
| 27 mai 2020                              | En cours    | Jean-Noël Briant          |           |                                                   |
| Les données manquantes sont à compléter. |             |                           |           |                                                   |

## Démographie
| 1793 | 1800 | 1806 | 1821 | 1831 | 1836 | 1841 | 1846 | 1851 |
| ---- | ---- | ---- | ---- | ---- | ---- | ---- | ---- | ---- |
| 430  | 531  | 430  | 394  | 409  | 383  | 400  | 405  | 400  |

| 1856 | 1861 | 1866 | 1872 | 1876 | 1881  | 1886  | 1891  | 1896  |
| ---- | ---- | ---- | ---- | ---- | ----- | ----- | ----- | ----- |
| 376  | 367  | 391  | 910  | 997  | 1 038 | 1 027 | 1 156 | 1 082 |

| 1901  | 1906  | 1911  | 1921  | 1926 | 1931 | 1936 | 1946 | 1954 |
| ----- | ----- | ----- | ----- | ---- | ---- | ---- | ---- | ---- |
| 1 244 | 1 124 | 1 061 | 1 026 | 938  | 840  | 900  | 952  | 856  |

| 1962 | 1968 | 1975 | 1982 | 1990 | 1999 | 2006 | 2008 | 2013 |
| ---- | ---- | ---- | ---- | ---- | ---- | ---- | ---- | ---- |
| 786  | 661  | 651  | 718  | 733  | 830  | 918  | 944  | 949  |

| 2018 | 2022 | - | - | - | - | - | - | - |
| ---- | ---- | - | - | - | - | - | - | - |
| 960  | 987  | - | - | - | - | - | - | - |

## Lieux et monuments
Lanildut est labellisée depuis 1991 Commune du Patrimoine Rural de Bretagne pour la qualité de son architecture : le quartier du Rumorvan est riche de maisons de maîtres de barque des XVIIe siècle et XVIIIe siècle, construites en pierres de taille extraites des carrières de granite voisines et entourées de hauts murs. On en trouve également dans les quartiers de Poulloupry, Kerdrevor et Mezancou. Le port de Lanildut a obtenu le label Port d'intérêt patrimonial en décembre 2014.
- Église Saint-Ildut (1786).

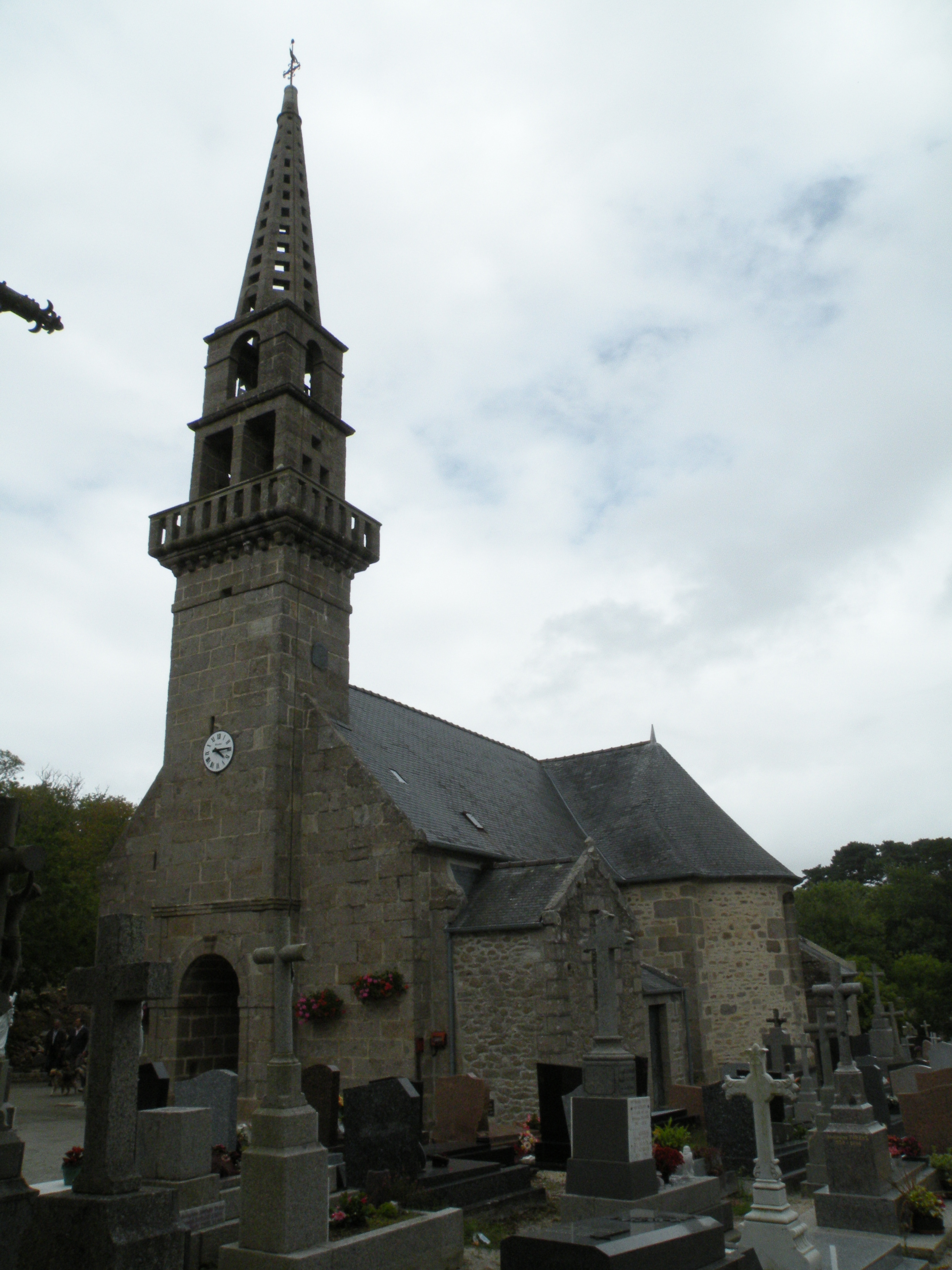
L'église Saint-Ildut.
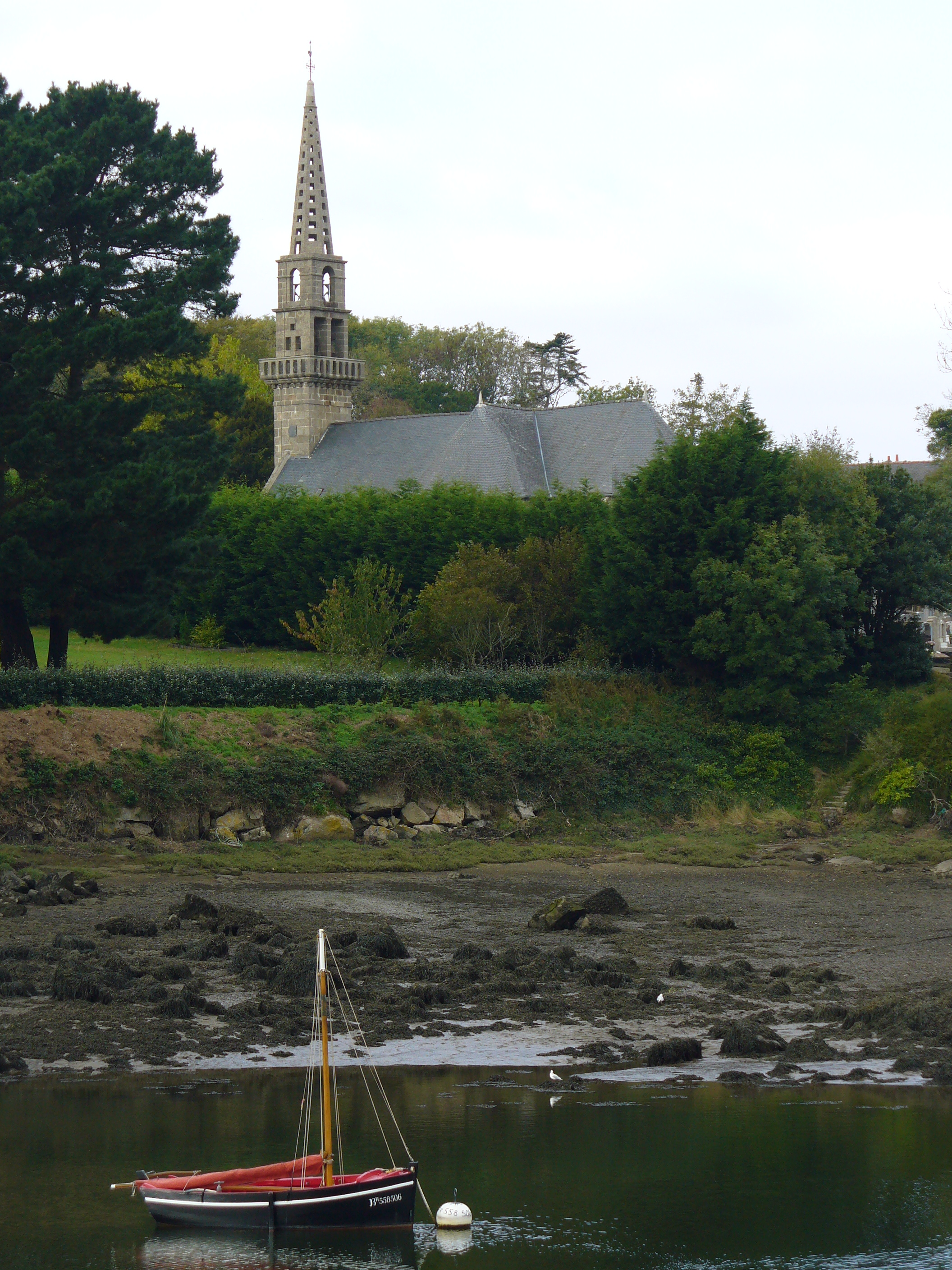
L'église vue de l'Aber-Ildut.

- Chapelle Saint-Gildas (reconstruite en 1840) et sa fontaine. En 1981, elle est restaurée. Chaque vendredi après-midi, pendant 3 ans, des bénévoles de Lanildut, « les Ouvriers de Paix », aidés de marins de l'escorteur d'escadre « Du Chayla », puis ceux du « Dupetit-Thouars » ont travaillé à cette restauration.
- Croix de Gorréminihy (Haut Moyen Âge).
- Croix située devant le placître de l'église de Lanildut (XVIe siècle).
- D'autres croix ou vestiges de croix : la croix de Kerdrévor placée sur un mur de clôture, la croix de Kernéac'h (Moyen Âge), la croix de Kervrézol (Moyen Âge), la croix du cimetière de Lanildut (1892), la croix du Pontic (XXe siècle), la croix du Vern ou Toul-Douar (1944).
- Manoir de Rumorvan (XVIIe siècle), édifié par la famille Tanguy de Kerjean-Mol et agrandi en 1820 ; et d'autres maisons des maîtres de barques des XVIIe et XVIIIe siècles.

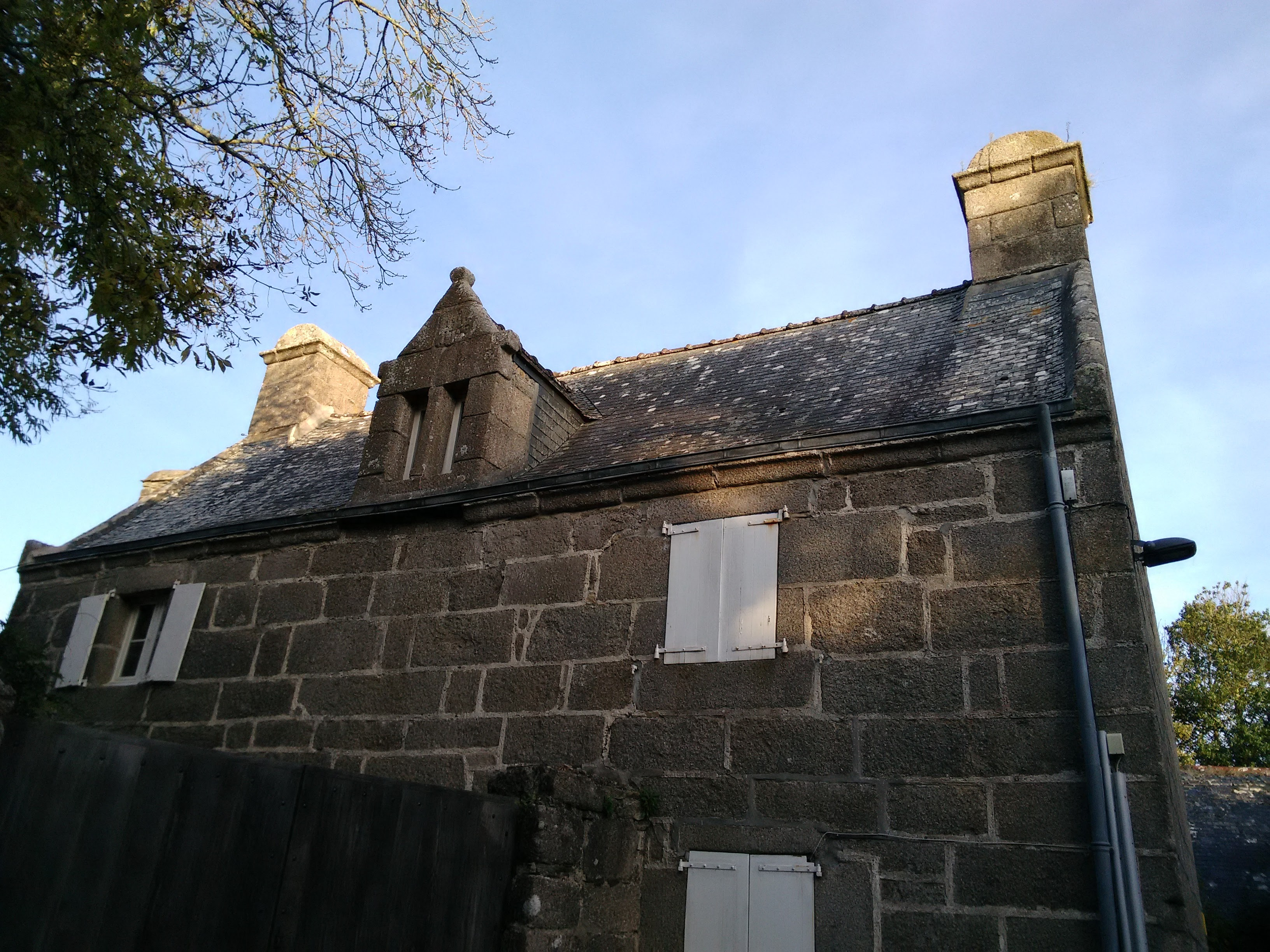
Maison de maître de barques à Rumorvan.

- Lavoir du XIXe siècle.
- La maison de l'algue est ouverte de juin à septembre, au second hangar, sur le port. Elle présente une exposition sur la place des algues dans le monde vivant (identification des différentes familles d'algues, les zones de récolte...). Elle présente aussi l'épopée des goémoniers d'autrefois en découvrant leurs bateaux, leurs outils de travail, mais aussi des maquettes, des films et des photographies qui témoignent de l'âpreté de leur vie quotidienne.
- Onze fours à goémon sont encore visibles dans la commune.
- Le monument aux morts de 14/18.
- La batterie de l'Aber Ildut, restaurée à partir de 2002[26].

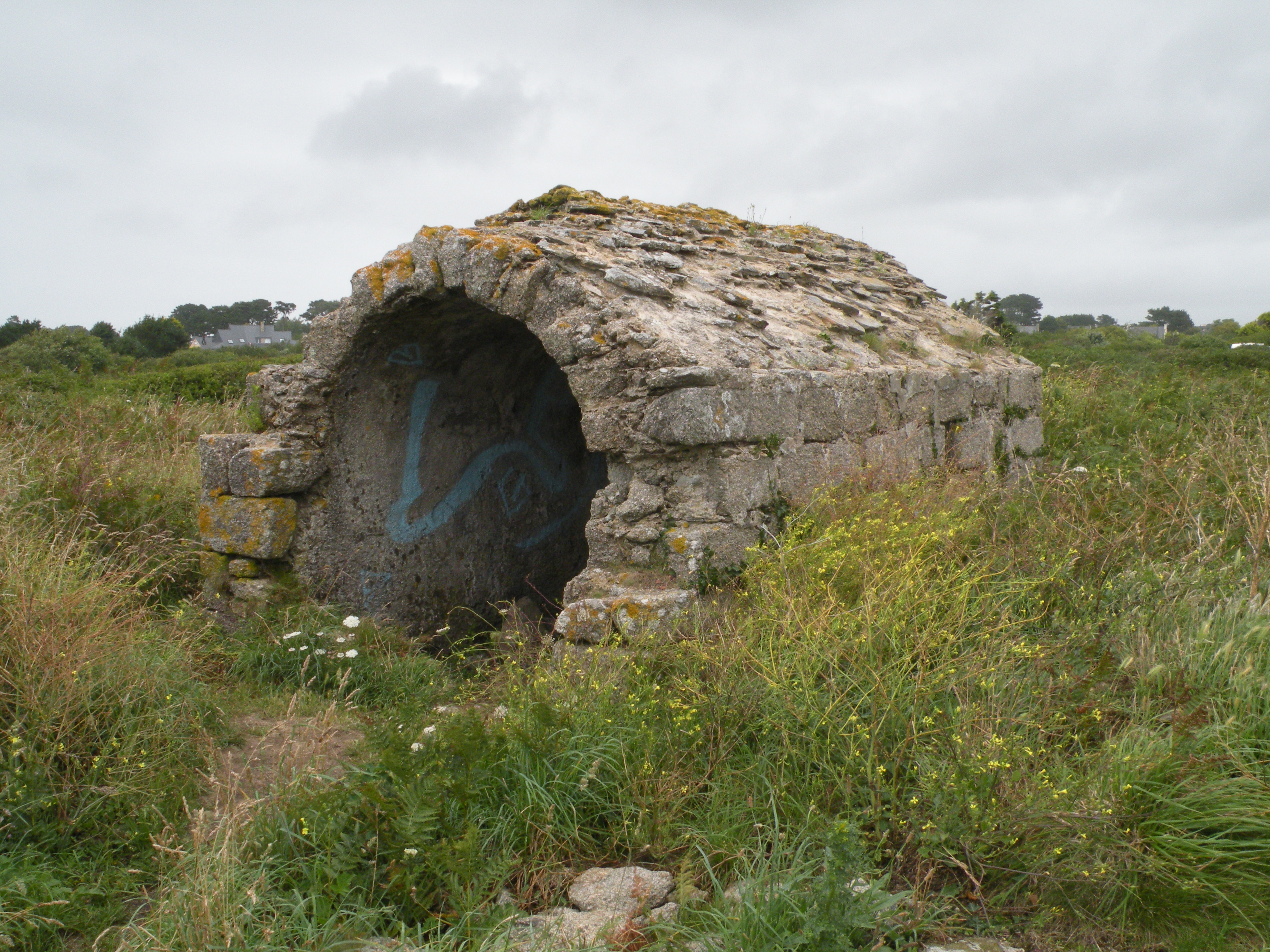
Poudrière de l'ancienne batterie de l'Aber-Ildut.
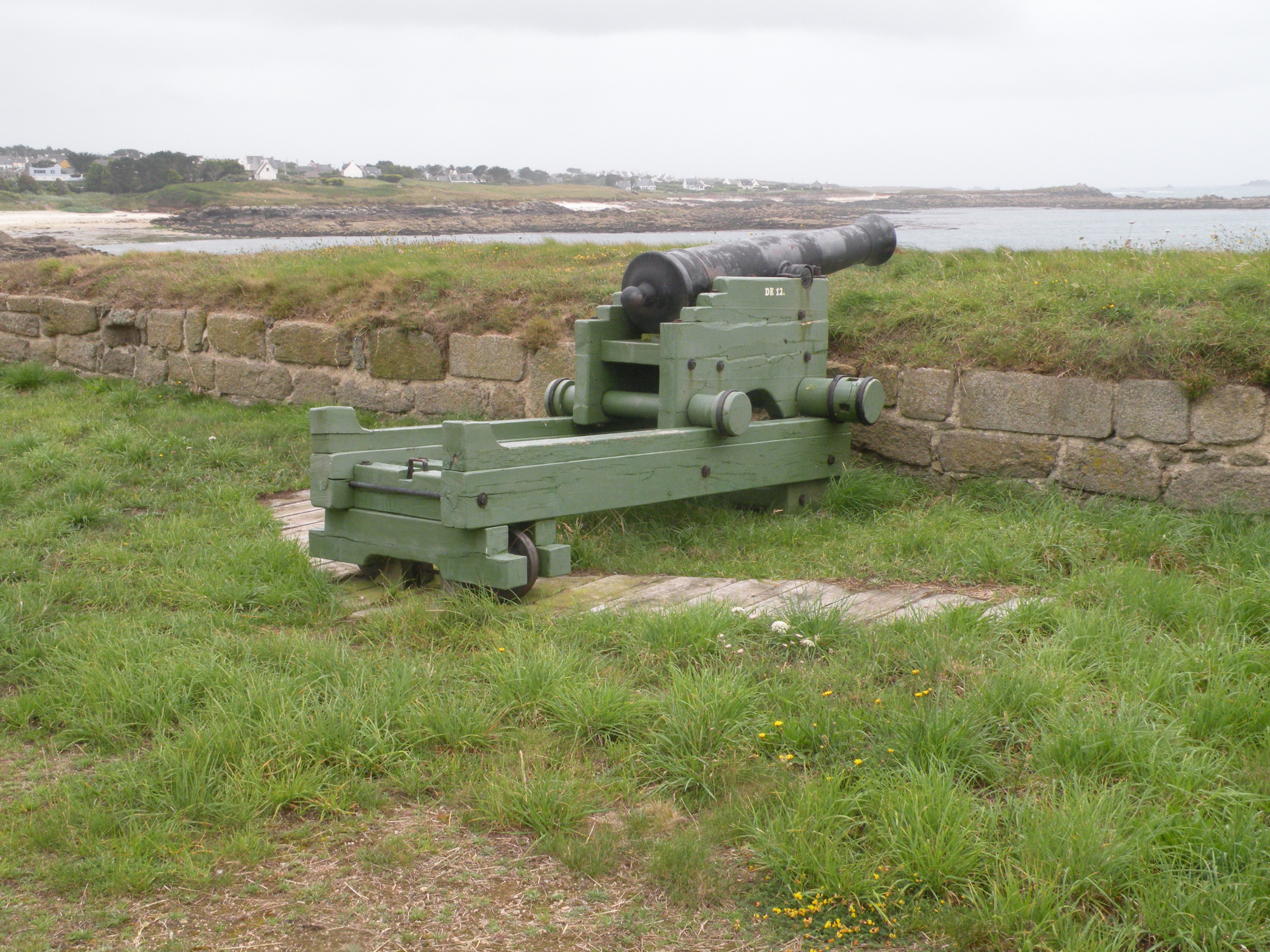
Canon reconstitué dans l'ancienne batterie de l'Aber-Ildut.

### La réplique de l'obélisque de Louksor
En 2012, une souscription publique est lancée afin de réaliser une réplique au 1/7e de l'obélisque de Louksor dans le but de rendre hommage au travail des carriers, première richesse de la commune au XIXe siècle. Le monument qui fait 3 tonnes et 4,60 m de hauteur, est sculpté par Christophe Conq et érigé en 2015 au niveau de l'anse Saint-Gildas, encore appelée anse du Tromeur.

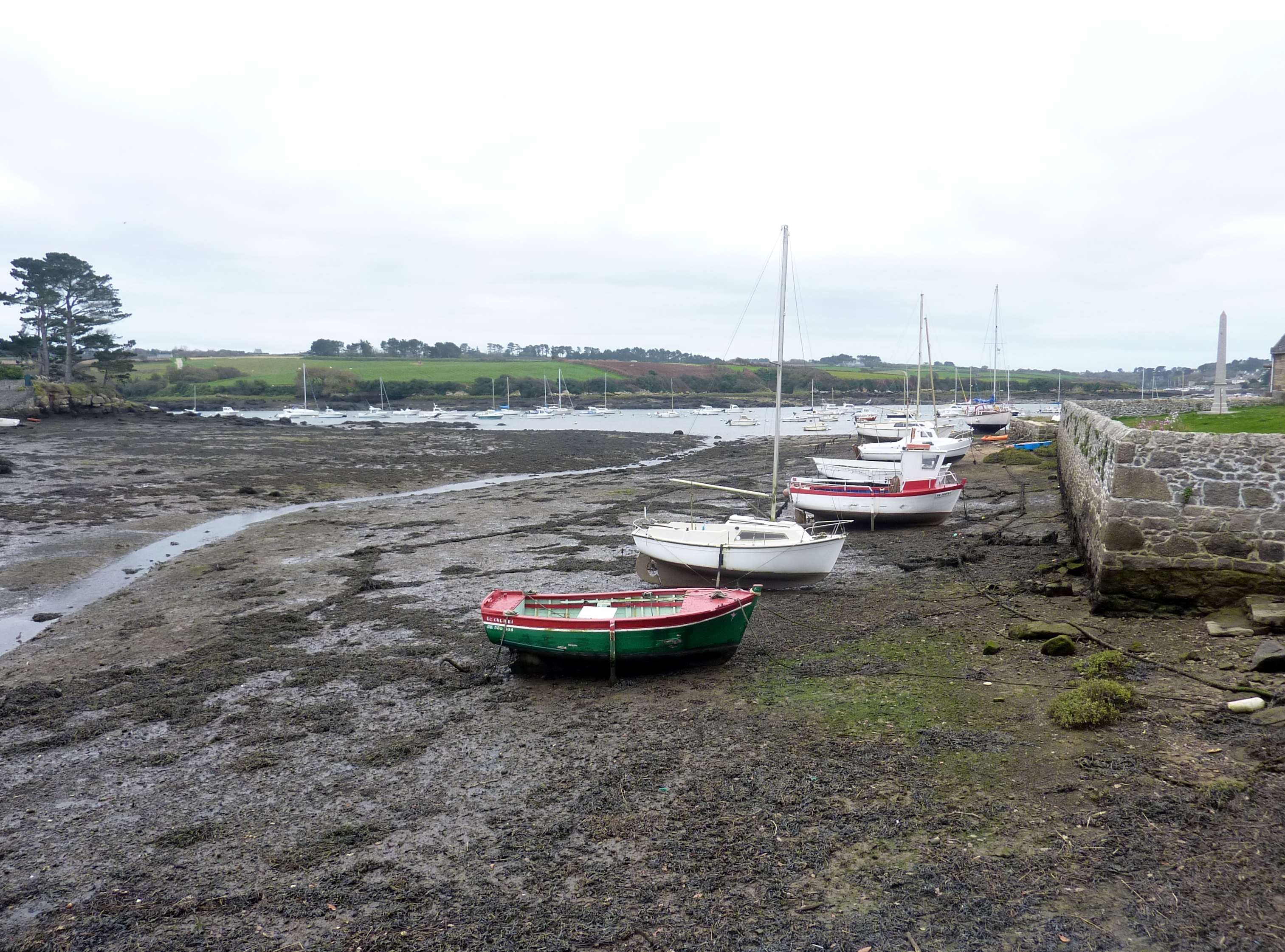
La grève de l'anse Saint-Gildas à marée basse et la réplique de l'obélisque de Louxor.

## Personnalités liées à la commune
- Jules Le Mière (1911-1977), officier de la France libre, Compagnon de la Libération, retiré à Lanildut de 1960 à 1977.
- Léo Beker : auteur de bandes dessinées, créateur de la série Les Tribulations de Louison Cresson.
- Yann Queffelec, écrivain d'origine bretonne a « vu la mer pour la première fois » à Lanildut où se trouvait la « maison familiale »[1]
- Fine Petton, la passeuse entre Lanildut et Lampaul-Plouarzel (Fine, un film de Jo et Yvon Potier réalisé en 1973, Cinémathèque de Bretagne)

## Légende
- "La jeune fille noyée de Lanildut", racontée par Auguste Brizeux[80].